# Mariazellerbahn
| |                         |                                                           |                                                           |
| Streckennummer (ÖBB): | 153 01                  |                                                           |                                                           |
| Kursbuchstrecke (ÖBB): | 115                     |                                                           |                                                           |
| Streckenlänge: | 91,3 km                 |                                                           |                                                           |
| Spurweite: | 760 mm (Bosnische Spur) |                                                           |                                                           |
| Stromsystem: | 6,5 kV / 25 Hz ~        |                                                           |                                                           |
| Maximale Neigung: | 28 ‰                    |                                                           |                                                           |
| Minimaler Radius: | 78 m                    |                                                           |                                                           |
| Streckengeschwindigkeit: | 80 km/h                 |                                                           |                                                           |
| |                         |                                                           |                                                           |
| \| \| \| Westbahn von Wien Westbf \| \| \| \| \| Tullnerfelder Bahn von Tulln an der Donau \| \| \| \| -0,038 \| St. Pölten Hbf \| 273 m ü. A. \| \| \| \| Westbahn nach Salzburg Hbf \| \| \| \| 0,610 \| Kleiner Eisbergtunnel (138 m) \| Kleiner Eisbergtunnel (138 m) \| \| \| \| \| \| \| \| \| \| \| \| \| 0,785 \| Großer Eisbergtunnel (274 m) \| Großer Eisbergtunnel (274 m) \| \| \| 1,980 \| St. Pölten Alpenbf \| St. Pölten Alpenbf \| \| \| \| Leobersdorfer Bahn \| \| \| \| \| \| \| \| \| \| Güterzugumfahrung St. Pölten \| \| \| \| 5,796 \| Schwadorf \| 314 m ü. A. \| \| \| 7,700 \| Matzersdorfer Brücke (31 m) \| Matzersdorfer Brücke (31 m) \| \| \| 8,720 \| Zlm (Zuglaufmeldung) Völlerndorf \| Zlm (Zuglaufmeldung) Völlerndorf \| \| \| 9,300 \| Pielach (101 m) \| Pielach (101 m) \| \| \| 9,682 \| Völlerndorf (bis 2. Juni 1996) \| 274 m ü. A. \| \| \| 11,955 \| Ober-Grafendorf \| 276 m ü. A. \| \| \| \| Lokalbahn Ober-Grafendorf–Gresten \| \| \| \| 15,550 \| Klangen \| 300 m ü. A. \| \| \| 16,572 \| Weinburg \| Weinburg \| \| \| 17,542 \| Kammerhof \| 308 m ü. A. \| \| \| 19,519 \| Hofstetten-Grünau \| 318 m ü. A. \| \| \| 22,876 \| Mainburg \| 335 m ü. A. \| \| \| 25,003 \| Rabenstein an der Pielach \| 341 m ü. A. \| \| \| 27,000 \| Pielach (30 m) \| Pielach (30 m) \| \| \| 27,374 \| Steinklamm \| 357 m ü. A. \| \| \| 28,939 \| Steinschal-Tradigist \| 363 m ü. A. \| \| \| 31,316 \| Kirchberg an der Pielach \| 372 m ü. A. \| \| \| 33,948 \| Schwerbach \| 391 m ü. A. \| \| \| 35,294 \| Loich \| 400 m ü. A. \| \| \| 38,176 \| Weißenburg (bis circa 1925) \| 418 m ü. A. \| \| \| 38,859 \| Weißenburgtunnel (98 m) \| Weißenburgtunnel (98 m) \| \| \| 39,313 \| Schwarzenbach an der Pielach \| 429 m ü. A. \| \| \| 39,729 \| Schönautunnel (62 m) \| Schönautunnel (62 m) \| \| \| 39,800 \| Pielach (20 m) \| Pielach (20 m) \| \| \| 40,024 \| Natterstunnel (30 m) \| Natterstunnel (30 m) \| \| \| 43,043 \| Frankenfels \| 462 m ü. A. \| \| \| 46,469 \| Boding \| 508 m ü. A. \| \| \| 46,600 \| Nattersbachbrücke (20 m) \| Nattersbachbrücke (20 m) \| \| \| 48,317 \| Laubenbachmühle \| 535 m ü. A. \| \| \| 50,320 \| Natterstal-Unter Buchberg (bis 2010 Personenhst) \| 571 m ü. A. \| \| \| 51,323 \| Kerlsteintunnel (93 m) \| Kerlsteintunnel (93 m) \| \| \| 51,631 \| Steinbachtunnel (49 m) \| Steinbachtunnel (49 m) \| \| \| 52,300 \| Buchberggrabenviadukt (32 m) \| Buchberggrabenviadukt (32 m) \| \| \| 52,800 \| Weißwasserviadukt (36 m) \| Weißwasserviadukt (36 m) \| \| \| 53,500 \| Meierlberggrabenviadukt (34 m) \| Meierlberggrabenviadukt (34 m) \| \| \| 53,843 \| Ober Buchberg \| 650 m ü. A. \| \| \| \| (bis 1975 und seit Dez. 2015 Betriebsausweiche) \| \| \| \| 54,447 \| Meierlbergtunnel (89 m) \| Meierlbergtunnel (89 m) \| \| \| 55,332 \| Stettenriegeltunnel (43 m) \| Stettenriegeltunnel (43 m) \| \| \| 57,116 \| Winterbach \| 719 m ü. A. \| \| \| 58,400 \| Eierzeilgrabenviadukt (34 m) \| Eierzeilgrabenviadukt (34 m) \| \| \| 58,600 \| Sturzgrabenviadukt (40 m) \| Sturzgrabenviadukt (40 m) \| \| \| 60,988 \| Puchenstuben \| 804 m ü. A. \| \| \| 62,000 \| Heugrabenviadukt (24 m) \| Heugrabenviadukt (24 m) \| \| \| 63,339 \| Beinriegeltunnel (121 m) \| Beinriegeltunnel (121 m) \| \| \| 63,689 \| Florkogeltunnel (78 m) \| Florkogeltunnel (78 m) \| \| \| 64,030 \| Zlm Brandeben \| Zlm Brandeben \| \| \| 64,324 \| Gösingtunnel (2369 m) \| Gösingtunnel (2369 m) \| \| \| 66,985 \| Gösing \| 891 m ü. A. \| \| \| 68,300 \| Gösinggrabenviadukt (84 m) \| Gösinggrabenviadukt (84 m) \| \| \| 68,373 \| Ameiskogeltunnel (46 m) \| Ameiskogeltunnel (46 m) \| \| \| 69,180 \| Zlm Wasserlochhäusl \| Zlm Wasserlochhäusl \| \| \| 70,041 \| Großer Klausgrabentunnel (102 m) \| Großer Klausgrabentunnel (102 m) \| \| \| 70,200 \| Klausgrabenviadukt (116 m) \| Klausgrabenviadukt (116 m) \| \| \| 70,296 \| Kleiner Klausgrabentunnel (35 m) \| Kleiner Klausgrabentunnel (35 m) \| \| \| 70,428 \| Reithmauertunnel (63 m) \| Reithmauertunnel (63 m) \| \| \| 70,700 \| Saugrabenviadukt (116 m) \| Saugrabenviadukt (116 m) \| \| \| 71,287 \| Annaberg vormals Annaberg-Reith \| 806 m ü. A. \| \| \| \| Lassingstausee \| \| \| \| 72,862 \| Wienerbruck-Josefsberg \| 795 m ü. A. \| \| \| \| Lassingbach \| \| \| \| 74,170 \| Zlm Raingraben \| Zlm Raingraben \| \| \| 74,353 \| Raingrabentunnel (269 m) \| Raingrabentunnel (269 m) \| \| \| 74,700 \| Raingrabenbrücke (40 m) \| Raingrabenbrücke (40 m) \| \| \| 75,100 \| Lassingkienbachbrücke (40 m) \| Lassingkienbachbrücke (40 m) \| \| \| 75,269 \| Kienbachtunnel (375 m) \| Kienbachtunnel (375 m) \| \| \| 76,000 \| Erlaufkienbachbrücke (15 m) \| Erlaufkienbachbrücke (15 m) \| \| \| 76,100 \| Kienbach-Klausbrücke (15 m) \| Kienbach-Klausbrücke (15 m) \| \| \| 76,691 \| Kleiner Zinkentunnel (59 m) \| Kleiner Zinkentunnel (59 m) \| \| \| 76,823 \| Großer Zinkentunnel (68 m) \| Großer Zinkentunnel (68 m) \| \| \| 76,947 \| Erlaufklausetunnel (111 m) \| Erlaufklausetunnel (111 m) \| \| \| 77,237 \| Erlaufklause \| 815 m ü. A. \| \| \| 77,500 \| Kuhgrabenviadukt (68 m) \| Kuhgrabenviadukt (68 m) \| \| \| 78,500 \| Eselgrabenbrücke (20 m) \| Eselgrabenbrücke (20 m) \| \| \| \| Landesgrenze Niederösterreich / Steiermark \| \| \| \| 80,347 \| Mitterbach (Gemeindealpe) \| 799 m ü. A. \| \| \| \| Museumstramway Mariazell–Erlaufsee von Erlaufsee \| \| \| \| 84,230 \| Mariazell \| 849 m ü. A. \| \| \| \| Haltestelle Mariazell Promenadenweg – Grazer Bundesstraße \| \| \| \| 87,700 \| Rasing-Sankt Sebastian (bis 29.05.1988) \| 768 m ü. A. \| \| \| 89,200 \| Sigmundsberg (bis 29.05.1988) \| 758 m ü. A. \| \| \| 91,300 \| Gußwerk (bis 29.05.1988) \| 739 m ü. A. \| |                         |                                                           |                                                           |
| Strecke |                         | Westbahn von Wien Westbf                                  | Westbahn von Wien Westbf                                  |
| Abzweig geradeaus und von rechts |                         | Tullnerfelder Bahn von Tulln an der Donau                 | Tullnerfelder Bahn von Tulln an der Donau                 |
| Bahnhof · Kopfbahnhof Streckenanfang | -0,038                  | St. Pölten Hbf                                            | 273 m ü. A.                                               |
| Abzweig geradeaus und nach rechts · Strecke |                         | Westbahn nach Salzburg Hbf                                | Westbahn nach Salzburg Hbf                                |
| Strecke · Tunnel | 0,610                   | Kleiner Eisbergtunnel (138 m)                             | Kleiner Eisbergtunnel (138 m)                             |
| Strecke nach halblinks · Strecke nach halbrechts |                         |                                                           |                                                           |
| Strecke von halblinks · Strecke von halbrechts |                         |                                                           |                                                           |
| Tunnel · Strecke | 0,785                   | Großer Eisbergtunnel (274 m)                              | Großer Eisbergtunnel (274 m)                              |
| Bahnhof · Bahnhof | 1,980                   | St. Pölten Alpenbf                                        | St. Pölten Alpenbf                                        |
| Strecke · Strecke nach links |                         | Leobersdorfer Bahn                                        | Leobersdorfer Bahn                                        |
| Verschwenkung nach links |                         |                                                           |                                                           |
| Kreuzung mit Tunnelstrecke |                         | Güterzugumfahrung St. Pölten                              | Güterzugumfahrung St. Pölten                              |
| Dienststation / Betriebs- oder Güterbahnhof | 5,796                   | Schwadorf                                                 | 314 m ü. A.                                               |
| Brücke | 7,700                   | Matzersdorfer Brücke (31 m)                               | Matzersdorfer Brücke (31 m)                               |
| Blockstelle | 8,720                   | Zlm (Zuglaufmeldung) Völlerndorf                          | Zlm (Zuglaufmeldung) Völlerndorf                          |
| Brücke über Wasserlauf | 9,300                   | Pielach (101 m)                                           | Pielach (101 m)                                           |
| ehemaliger Haltepunkt / Haltestelle | 9,682                   | Völlerndorf (bis 2. Juni 1996)                            | 274 m ü. A.                                               |
| Bahnhof | 11,955                  | Ober-Grafendorf                                           | 276 m ü. A.                                               |
| Abzweig geradeaus und nach rechts |                         | Lokalbahn Ober-Grafendorf–Gresten                         | Lokalbahn Ober-Grafendorf–Gresten                         |
| Bahnhof | 15,550                  | Klangen                                                   | 300 m ü. A.                                               |
| Haltepunkt / Haltestelle | 16,572                  | Weinburg                                                  | Weinburg                                                  |
| Haltepunkt / Haltestelle | 17,542                  | Kammerhof                                                 | 308 m ü. A.                                               |
| Bahnhof | 19,519                  | Hofstetten-Grünau                                         | 318 m ü. A.                                               |
| Haltepunkt / Haltestelle | 22,876                  | Mainburg                                                  | 335 m ü. A.                                               |
| Bahnhof | 25,003                  | Rabenstein an der Pielach                                 | 341 m ü. A.                                               |
| Brücke über Wasserlauf | 27,000                  | Pielach (30 m)                                            | Pielach (30 m)                                            |
| Haltepunkt / Haltestelle | 27,374                  | Steinklamm                                                | 357 m ü. A.                                               |
| Haltepunkt / Haltestelle | 28,939                  | Steinschal-Tradigist                                      | 363 m ü. A.                                               |
| Bahnhof | 31,316                  | Kirchberg an der Pielach                                  | 372 m ü. A.                                               |
| Haltepunkt / Haltestelle | 33,948                  | Schwerbach                                                | 391 m ü. A.                                               |
| Bahnhof | 35,294                  | Loich                                                     | 400 m ü. A.                                               |
| ehemaliger Haltepunkt / Haltestelle | 38,176                  | Weißenburg (bis circa 1925)                               | 418 m ü. A.                                               |
| Tunnel | 38,859                  | Weißenburgtunnel (98 m)                                   | Weißenburgtunnel (98 m)                                   |
| Bahnhof | 39,313                  | Schwarzenbach an der Pielach                              | 429 m ü. A.                                               |
| Tunnel | 39,729                  | Schönautunnel (62 m)                                      | Schönautunnel (62 m)                                      |
| Brücke über Wasserlauf | 39,800                  | Pielach (20 m)                                            | Pielach (20 m)                                            |
| Tunnel | 40,024                  | Natterstunnel (30 m)                                      | Natterstunnel (30 m)                                      |
| Bahnhof | 43,043                  | Frankenfels                                               | 462 m ü. A.                                               |
| Haltepunkt / Haltestelle | 46,469                  | Boding                                                    | 508 m ü. A.                                               |
| Brücke über Wasserlauf | 46,600                  | Nattersbachbrücke (20 m)                                  | Nattersbachbrücke (20 m)                                  |
| Bahnhof | 48,317                  | Laubenbachmühle                                           | 535 m ü. A.                                               |
| Blockstelle | 50,320                  | Natterstal-Unter Buchberg (bis 2010 Personenhst)          | 571 m ü. A.                                               |
| Tunnel | 51,323                  | Kerlsteintunnel (93 m)                                    | Kerlsteintunnel (93 m)                                    |
| Tunnel | 51,631                  | Steinbachtunnel (49 m)                                    | Steinbachtunnel (49 m)                                    |
| Brücke | 52,300                  | Buchberggrabenviadukt (32 m)                              | Buchberggrabenviadukt (32 m)                              |
| Brücke | 52,800                  | Weißwasserviadukt (36 m)                                  | Weißwasserviadukt (36 m)                                  |
| Brücke | 53,500                  | Meierlberggrabenviadukt (34 m)                            | Meierlberggrabenviadukt (34 m)                            |
| Dienststation / Betriebs- oder Güterbahnhof | 53,843                  | Ober Buchberg                                             | 650 m ü. A.                                               |
| Strecke |                         | (bis 1975 und seit Dez. 2015 Betriebsausweiche)           | (bis 1975 und seit Dez. 2015 Betriebsausweiche)           |
| Tunnel | 54,447                  | Meierlbergtunnel (89 m)                                   | Meierlbergtunnel (89 m)                                   |
| Tunnel | 55,332                  | Stettenriegeltunnel (43 m)                                | Stettenriegeltunnel (43 m)                                |
| Bahnhof | 57,116                  | Winterbach                                                | 719 m ü. A.                                               |
| Brücke | 58,400                  | Eierzeilgrabenviadukt (34 m)                              | Eierzeilgrabenviadukt (34 m)                              |
| Brücke | 58,600                  | Sturzgrabenviadukt (40 m)                                 | Sturzgrabenviadukt (40 m)                                 |
| Bahnhof | 60,988                  | Puchenstuben                                              | 804 m ü. A.                                               |
| Brücke | 62,000                  | Heugrabenviadukt (24 m)                                   | Heugrabenviadukt (24 m)                                   |
| Tunnel | 63,339                  | Beinriegeltunnel (121 m)                                  | Beinriegeltunnel (121 m)                                  |
| Tunnel | 63,689                  | Florkogeltunnel (78 m)                                    | Florkogeltunnel (78 m)                                    |
| Blockstelle | 64,030                  | Zlm Brandeben                                             | Zlm Brandeben                                             |
| Tunnel | 64,324                  | Gösingtunnel (2369 m)                                     | Gösingtunnel (2369 m)                                     |
| Bahnhof | 66,985                  | Gösing                                                    | 891 m ü. A.                                               |
| Brücke | 68,300                  | Gösinggrabenviadukt (84 m)                                | Gösinggrabenviadukt (84 m)                                |
| Tunnel | 68,373                  | Ameiskogeltunnel (46 m)                                   | Ameiskogeltunnel (46 m)                                   |
| Blockstelle | 69,180                  | Zlm Wasserlochhäusl                                       | Zlm Wasserlochhäusl                                       |
| Tunnel | 70,041                  | Großer Klausgrabentunnel (102 m)                          | Großer Klausgrabentunnel (102 m)                          |
| Brücke | 70,200                  | Klausgrabenviadukt (116 m)                                | Klausgrabenviadukt (116 m)                                |
| Tunnel | 70,296                  | Kleiner Klausgrabentunnel (35 m)                          | Kleiner Klausgrabentunnel (35 m)                          |
| Tunnel | 70,428                  | Reithmauertunnel (63 m)                                   | Reithmauertunnel (63 m)                                   |
| Brücke | 70,700                  | Saugrabenviadukt (116 m)                                  | Saugrabenviadukt (116 m)                                  |
| Bahnhof | 71,287                  | Annaberg vormals Annaberg-Reith                           | 806 m ü. A.                                               |
| Brücke über Wasserlauf |                         | Lassingstausee                                            | Lassingstausee                                            |
| Bahnhof | 72,862                  | Wienerbruck-Josefsberg                                    | 795 m ü. A.                                               |
| Brücke über Wasserlauf |                         | Lassingbach                                               | Lassingbach                                               |
| Blockstelle | 74,170                  | Zlm Raingraben                                            | Zlm Raingraben                                            |
| Tunnel | 74,353                  | Raingrabentunnel (269 m)                                  | Raingrabentunnel (269 m)                                  |
| Brücke | 74,700                  | Raingrabenbrücke (40 m)                                   | Raingrabenbrücke (40 m)                                   |
| Brücke | 75,100                  | Lassingkienbachbrücke (40 m)                              | Lassingkienbachbrücke (40 m)                              |
| Tunnel | 75,269                  | Kienbachtunnel (375 m)                                    | Kienbachtunnel (375 m)                                    |
| Brücke über Wasserlauf | 76,000                  | Erlaufkienbachbrücke (15 m)                               | Erlaufkienbachbrücke (15 m)                               |
| Brücke über Wasserlauf | 76,100                  | Kienbach-Klausbrücke (15 m)                               | Kienbach-Klausbrücke (15 m)                               |
| Tunnel | 76,691                  | Kleiner Zinkentunnel (59 m)                               | Kleiner Zinkentunnel (59 m)                               |
| Tunnel | 76,823                  | Großer Zinkentunnel (68 m)                                | Großer Zinkentunnel (68 m)                                |
| Tunnel | 76,947                  | Erlaufklausetunnel (111 m)                                | Erlaufklausetunnel (111 m)                                |
| Haltepunkt / Haltestelle | 77,237                  | Erlaufklause                                              | 815 m ü. A.                                               |
| Brücke | 77,500                  | Kuhgrabenviadukt (68 m)                                   | Kuhgrabenviadukt (68 m)                                   |
| Brücke über Wasserlauf | 78,500                  | Eselgrabenbrücke (20 m)                                   | Eselgrabenbrücke (20 m)                                   |
| Grenze |                         | Landesgrenze Niederösterreich / Steiermark                | Landesgrenze Niederösterreich / Steiermark                |
| Bahnhof | 80,347                  | Mitterbach (Gemeindealpe)                                 | 799 m ü. A.                                               |
| U-Bahn-Strecke von rechts · Strecke |                         | Museumstramway Mariazell–Erlaufsee von Erlaufsee          | Museumstramway Mariazell–Erlaufsee von Erlaufsee          |
| U-Bahn-Bahnhof · Kopfbahnhof Strecke ab hier außer Betrieb | 84,230                  | Mariazell                                                 | 849 m ü. A.                                               |
| U-Bahn-Haltepunkt / Haltestelle Streckenende · Strecke (außer Betrieb) |                         | Haltestelle Mariazell Promenadenweg – Grazer Bundesstraße | Haltestelle Mariazell Promenadenweg – Grazer Bundesstraße |
| Haltepunkt / Haltestelle (Strecke außer Betrieb) | 87,700                  | Rasing-Sankt Sebastian (bis 29.05.1988)                   | 768 m ü. A.                                               |
| Haltepunkt / Haltestelle (Strecke außer Betrieb) | 89,200                  | Sigmundsberg (bis 29.05.1988)                             | 758 m ü. A.                                               |
| Kopfbahnhof Streckenende (Strecke außer Betrieb) | 91,300                  | Gußwerk (bis 29.05.1988)                                  | 739 m ü. A.                                               |

Die Mariazellerbahn, auch abgekürzt mit MzB, ist eine elektrifizierte Schmalspurbahn mit einer Spurweite von 760 Millimeter (bosnische Spurweite) in Österreich. Die Gebirgsbahn verbindet die niederösterreichische Landeshauptstadt St. Pölten mit dem steirischen Wallfahrtsort Mariazell; ursprünglich führte sie weiter bis Gußwerk. Der ursprüngliche, amtliche Name lautete Niederösterreichisch-steirische Alpenbahn.
Eigentümer und Betreiber sind seit Dezember 2010 die NÖVOG, die sie seit 2019 unter der Dachmarke Niederösterreich Bahnen betreibt. Die Mariazellerbahn ist Teil des Verkehrsverbundes Ost-Region. Der südliche Abschnitt zwischen Mitterbach und Mariazell ist in den Steirischen Verkehrsverbund integriert.
Das Stromsystem der MzB weist mit 25 Hz AC eine seltene Frequenz und mit 6500 V eine seltene Spannung auf.
Betrieblich eng verbunden war die Mariazellerbahn mit der stillgelegten Lokalbahn Ober-Grafendorf–Gresten („Krumpe“), einer nicht-elektrifizierten Zweigstrecke.

## Streckenbeschreibung

### Talstrecke

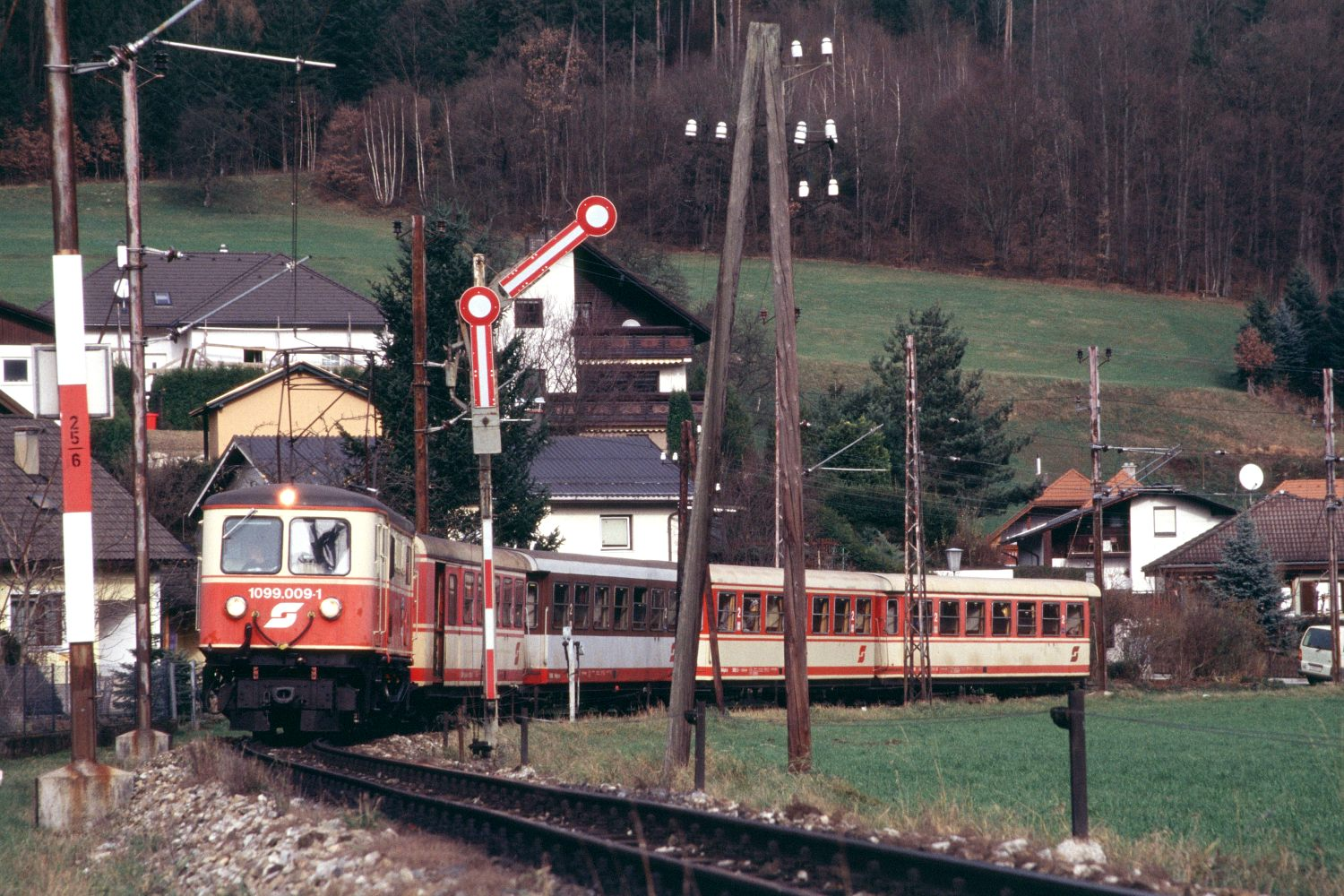
Am Flügelsignal bei Rabenstein

Die Strecke beginnt im Hauptbahnhof St. Pölten. Gleich nach Verlassen des Bahnhofs wird zwischen den ersten beiden Tunneln die Leobersdorfer Bahn unterquert, der darauf folgende St. Pöltner Alpenbahnhof ist das betriebliche Zentrum der Mariazellerbahn. Hier befinden sich Fahrzeughallen, die Werkstätte und die umfangreichen Anlagen des inzwischen eingestellten Güterverkehrs. Im Anschluss daran verlässt die Bahn das Stadtgebiet. Auf den ersten Kilometern quert sie hauptsächlich landwirtschaftlich genutztes Hügelland und wechselt südlich von St. Pölten vom Tal der Traisen in das Tal der Pielach. Nach elf Kilometern wird der Bahnhof Ober-Grafendorf erreicht, der größte Bahnhof an der Strecke; er war Ausgangspunkt der nicht elektrifizierten Zweigstrecke („Krumpe“). Früher war hier das Zentrum der auf der Krumpe benötigten Dieselfahrzeuge. Heute hat auf diesem Areal mit Drehscheibe und Rundlokschuppen der Eisenbahnclub Mh.6 seinen Sitz, der hier die Dampflok Mh.6 und andere Museumsfahrzeuge wartet und restauriert.
Die Mariazellerbahn folgt dem Tal der Pielach über Hofstetten-Grünau, Rabenstein an der Pielach und den Hauptort der Talschaft, Kirchberg an der Pielach, bis zur Station Loich, welche für den Güterverkehr von besonderer Bedeutung war: Da das Lichtraumprofil der folgenden Tunnel nur für Schmalspurfahrzeuge angelegt ist, endete hier der Güterverkehr mit Rollböcken beziehungsweise später mit Rollwagen. Ab hier verengt sich das Tal der Pielach zusehends, es ist gerade genügend Platz für die Straße und Bahntrasse neben dem Fluss vorhanden. Kurz vor dem nächsten Bahnhof, Schwarzenbach an der Pielach, passiert die Bahn den Weißenburgtunnel und verlässt dann nach dem Schönautunnel das Pielachtal und folgt dem teilweise schluchtartigen Tal des Nattersbaches über Frankenfels bis zum Bahnhof Laubenbachmühle. Die maximale Neigung bis hier beträgt auf einigen wenigen kurzen Abschnitten 18 ‰, die maßgebliche durchschnittliche Neigung liegt bei ca. 15 ‰. Der ab hier folgende Abschnitt wird als Bergstrecke bezeichnet.

### Bergstrecke

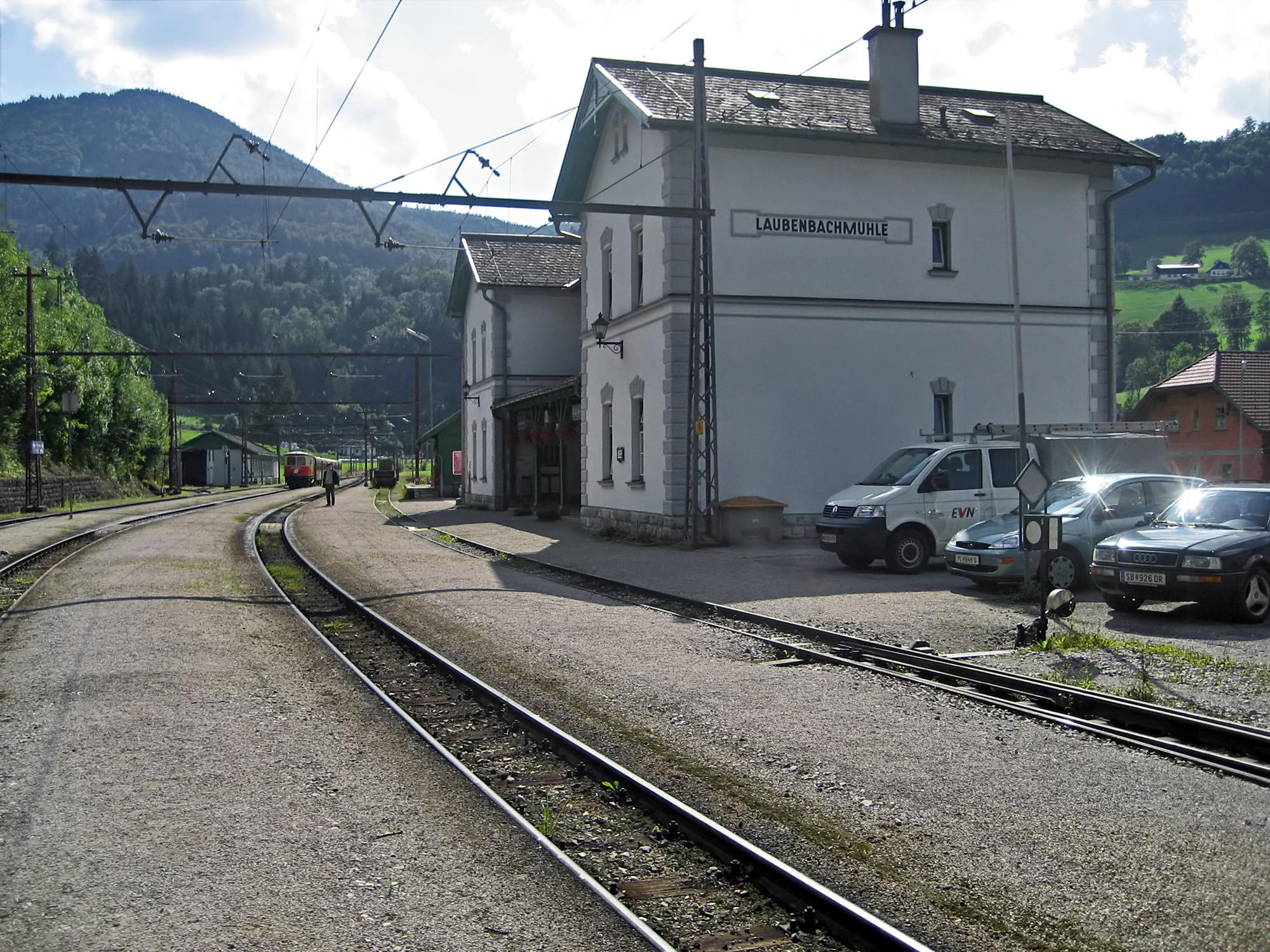
Der Bahnhof Laubenbachmühle gilt als Ausgangspunkt der Bergstrecke

Die Strecke gewinnt in einer lang gezogenen doppelten Kehre im oberen Abschnitt des Natterstales an Höhe. Über die Betriebsausweiche Ober Buchberg sowie die Stationen Winterbach und Puchenstuben wird der Gösingtunnel, in dem mit 891,6 m ü. A. der höchste Punkt der Strecke liegt, erreicht. Die maximale Neigung in diesem Abschnitt beträgt 28 ‰, diese kommt aber nur auf zwei ganz kurzen Abschnitten vor (kürzer als 200 m). Die durchschnittliche Neigung beträgt ca. 23 ‰, diese war für die Auslegung der Dampf- und Elektrolokomotiven auch maßgebend.
Nach dem Scheiteltunnel wechselt die Linienführung ins Erlauftal, dem sie bis kurz vor dem Endpunkt folgt. Im Anschluss an den Tunnel folgt der Bahnhof Gösing, circa 350 Meter oberhalb der Ortschaft Erlaufboden. Hier bietet sich dem Fahrgast zum ersten Mal der Anblick des 1893 Meter hohen Ötschers. Dieses Panorama und die gute Erreichbarkeit mit der damals neu gebauten Bahn führten schon zur Zeit der Bahneröffnung zum Bau eines Gasthofes gegenüber dem Bahnhof. Dieser Gasthof wurde 1922 zum Alpenhotel Gösing ausgebaut und später erweitert.
Die Bahn folgt ab hier in dauerndem Gefälle von bis zu 27 ‰ (ebenfalls nur sehr kurze Abschnitte) einer steilen, bewaldeten Berglehne, passiert mit dem Saugrabenviadukt den höchsten Viadukt der Mariazellerbahn und erreicht am Reithsattel den Bahnhof Annaberg. Dem Lassingstausee, der das Kraftwerk Wienerbruck speist, folgt rasch die Station Wienerbruck-Josefsberg, ein beliebter Ausgangspunkt für Wanderungen in die Ötschergräben. Nach einer weiteren Kehre um den See wendet sich die Strecke der Erlauf zu. Dieser Abschnitt gilt als landschaftlicher Höhepunkt der Mariazellerbahn: Zwischen einer Reihe kurzer Tunnel bieten sich mehrmals Einblicke in die „Zinken“, wie hier die zerklüftete Schlucht der Erlauf genannt wird. Nach der Haltestelle Erlaufklause wird mit Mitterbach am Erlaufsee der letzte Halt in Niederösterreich erreicht, kurz darauf erreicht die Schmalspurbahn mit dem Wallfahrtsort Mariazell in der Steiermark ihren Endpunkt.
Der anschließende 7,1 km lange Abschnitt bis Gußwerk, der vor allem dem Güterverkehr zu einem großen Sägewerk diente, ist seit dem 29. Mai 1988 stillgelegt und wurde 2003 abgetragen. Die dennoch gut im Gelände weitgehend begehbare Alttrasse führte in stetigem Gefälle von der Bahnhofslage Mariazell auf einem sanften Sattel den Türkenbachgraben hinab ins Grünaubachtal, das mit einer Kehrschleife bei Teichmühle gequert wurde. Unweit Rasing erreichte die Linie den Talboden und das Salzatal, dem es an der westlichen Talflanke bis Gußwerk in hochwassersicherer Lage folgte. Die Interessengemeinschaft Museumstramway Mariazell – Erlaufsee bemühte sich ab 2008, einen kurzen Abschnitt der Trasse zu reaktivieren, um ihre normalspurige Museumsstraßenbahn vom Bahnhof bis in die Ortsmitte von Mariazell zu verlängern. Als erste Etappe wurde am 29. August 2015 die Verlängerung vom Bahnhof zur Haltestelle Mariazell Promenadenweg – Grazer Bundesstraße eröffnet.

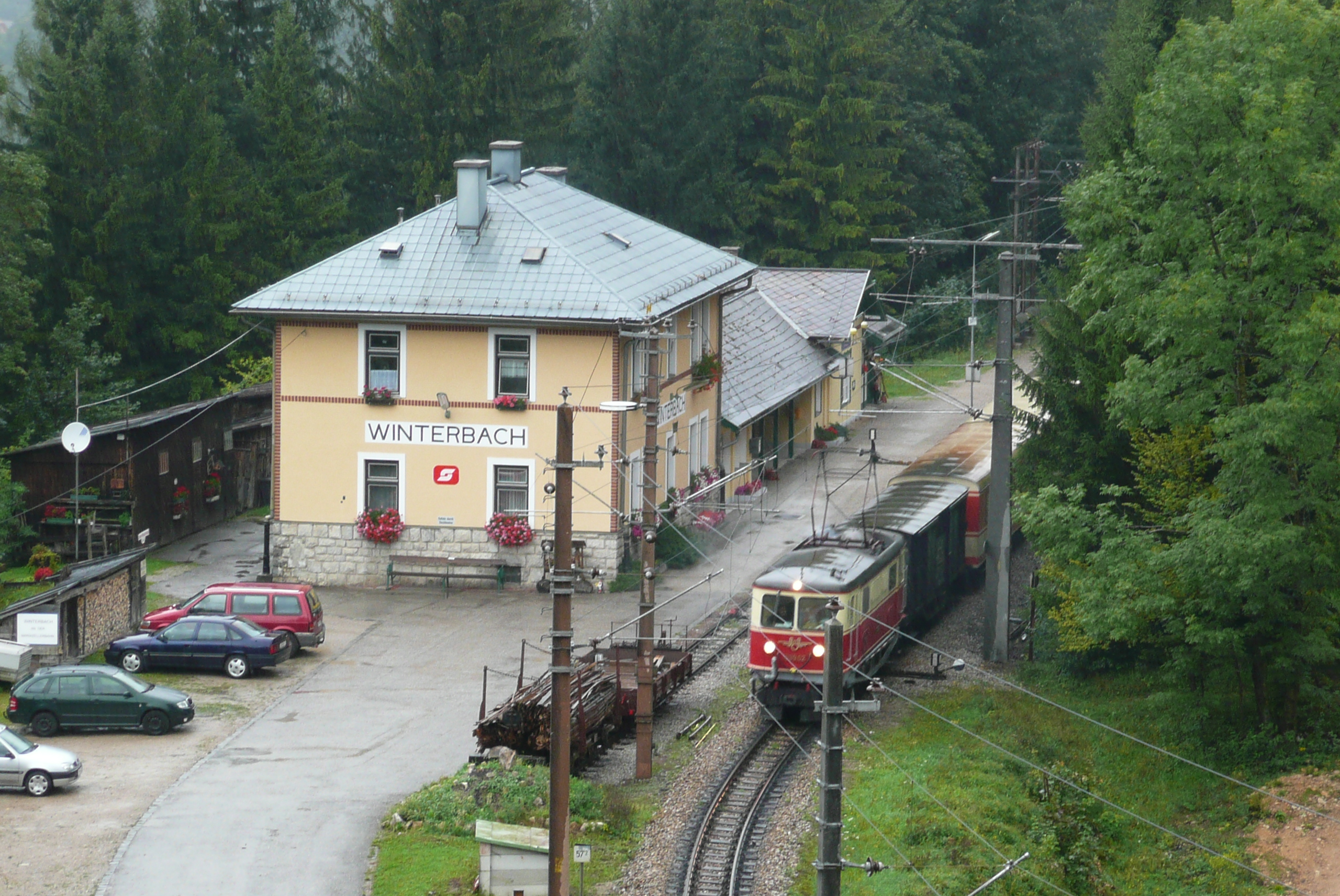
Der Bahnhof Winterbach auf 719 Metern Seehöhe
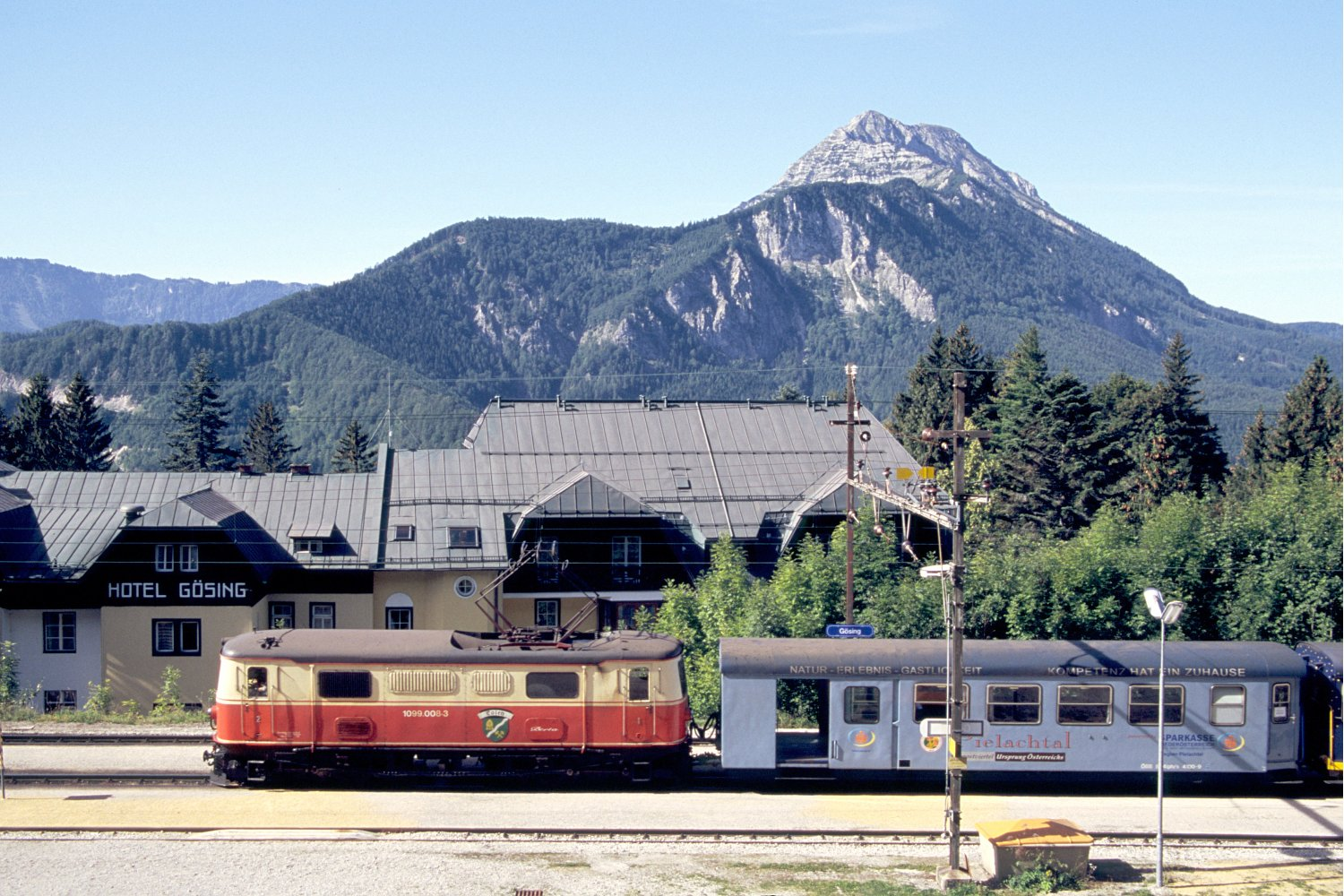
Bahnhof Gösing, Panorama mit Ötscher
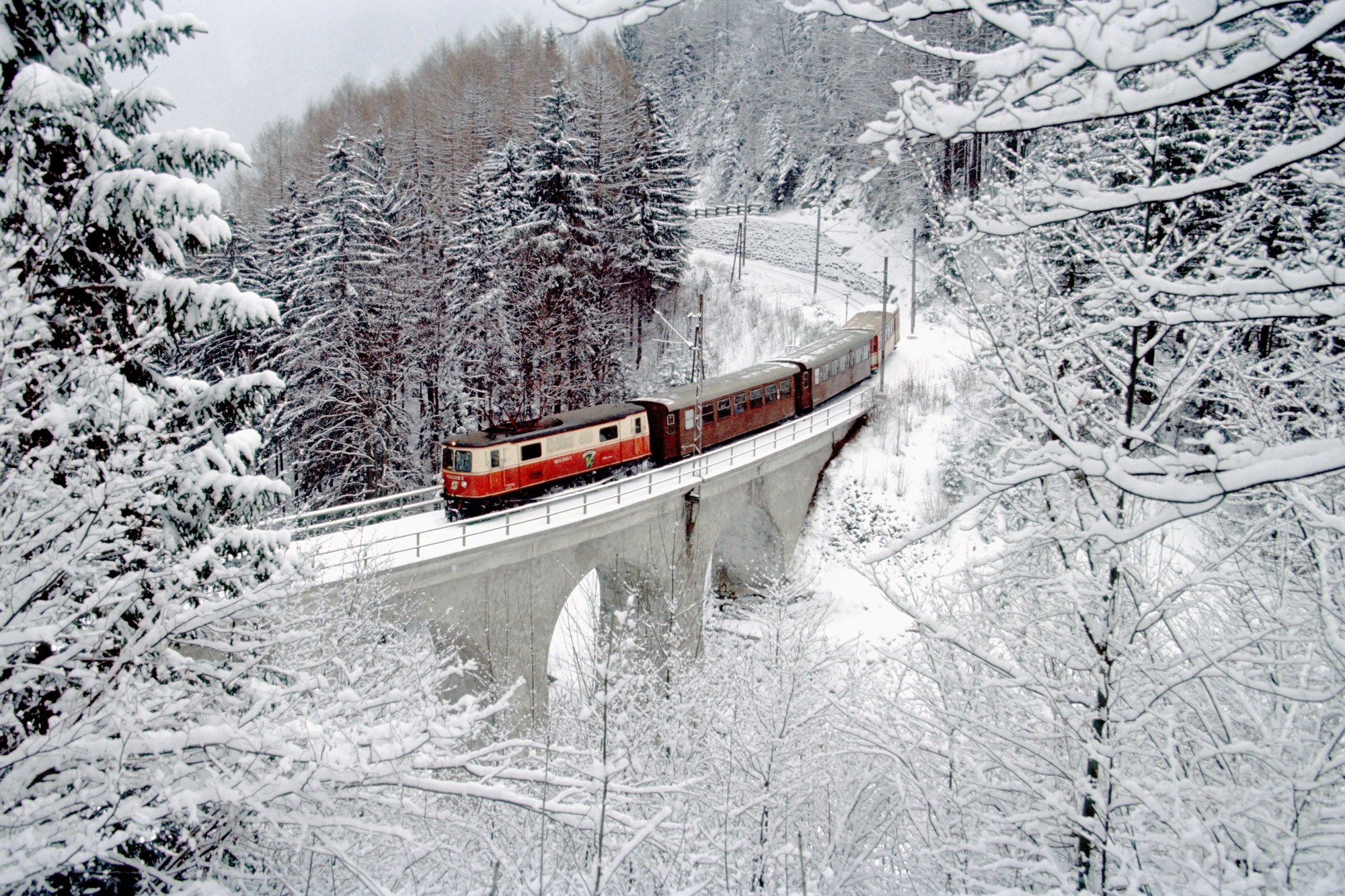
Heugrabenviadukt
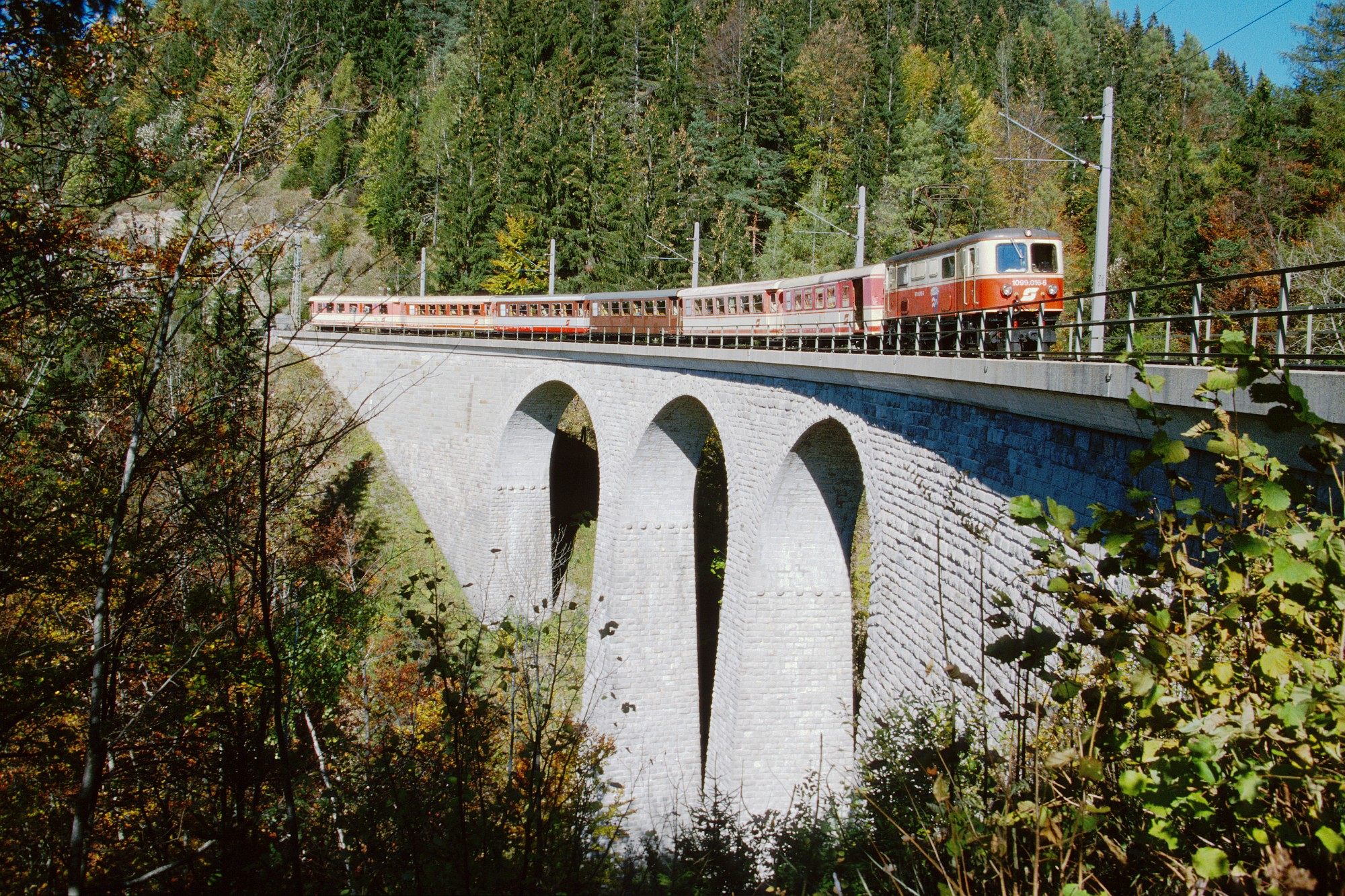
Der Saugrabenviadukt
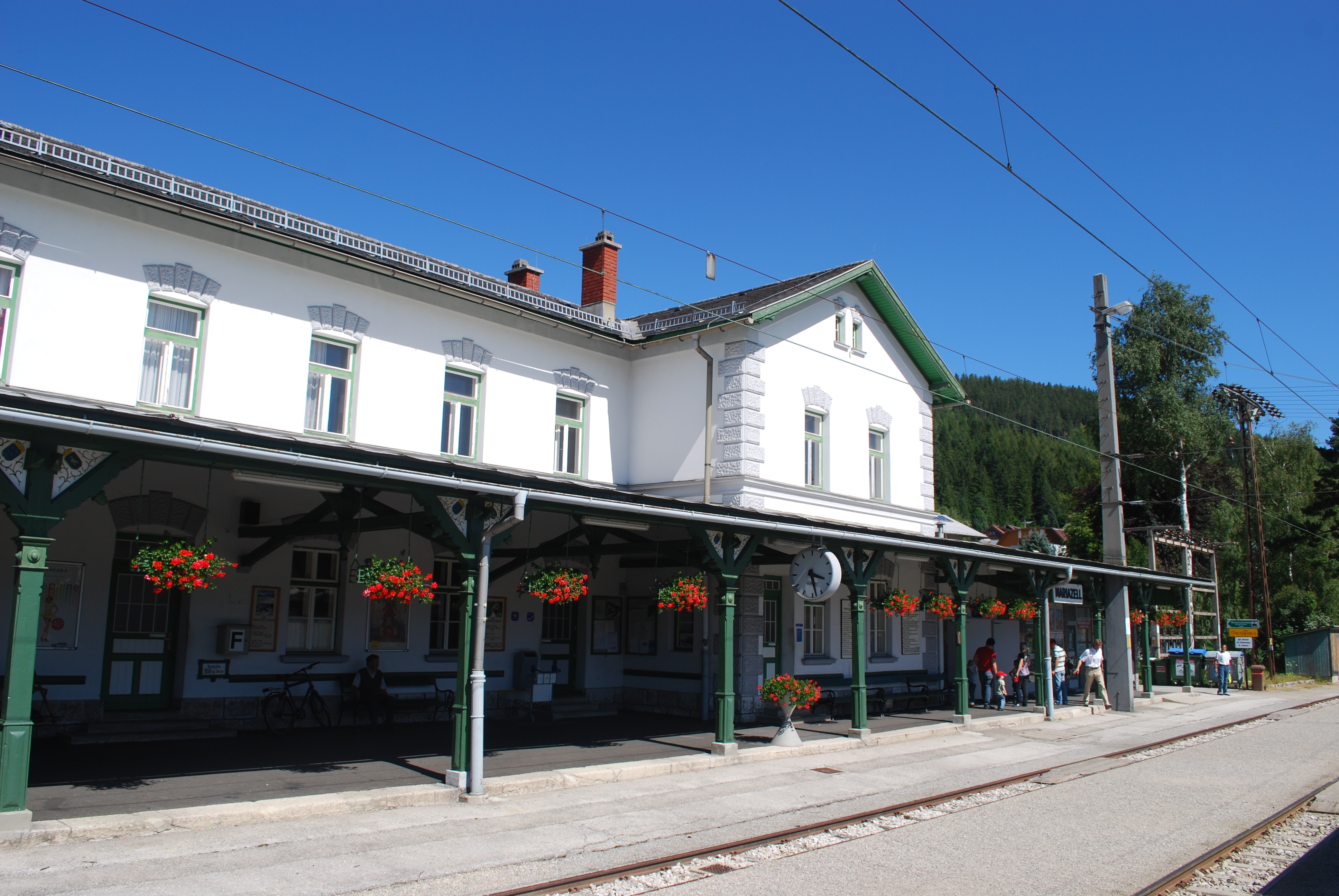
Der heutige Endbahnhof Mariazell
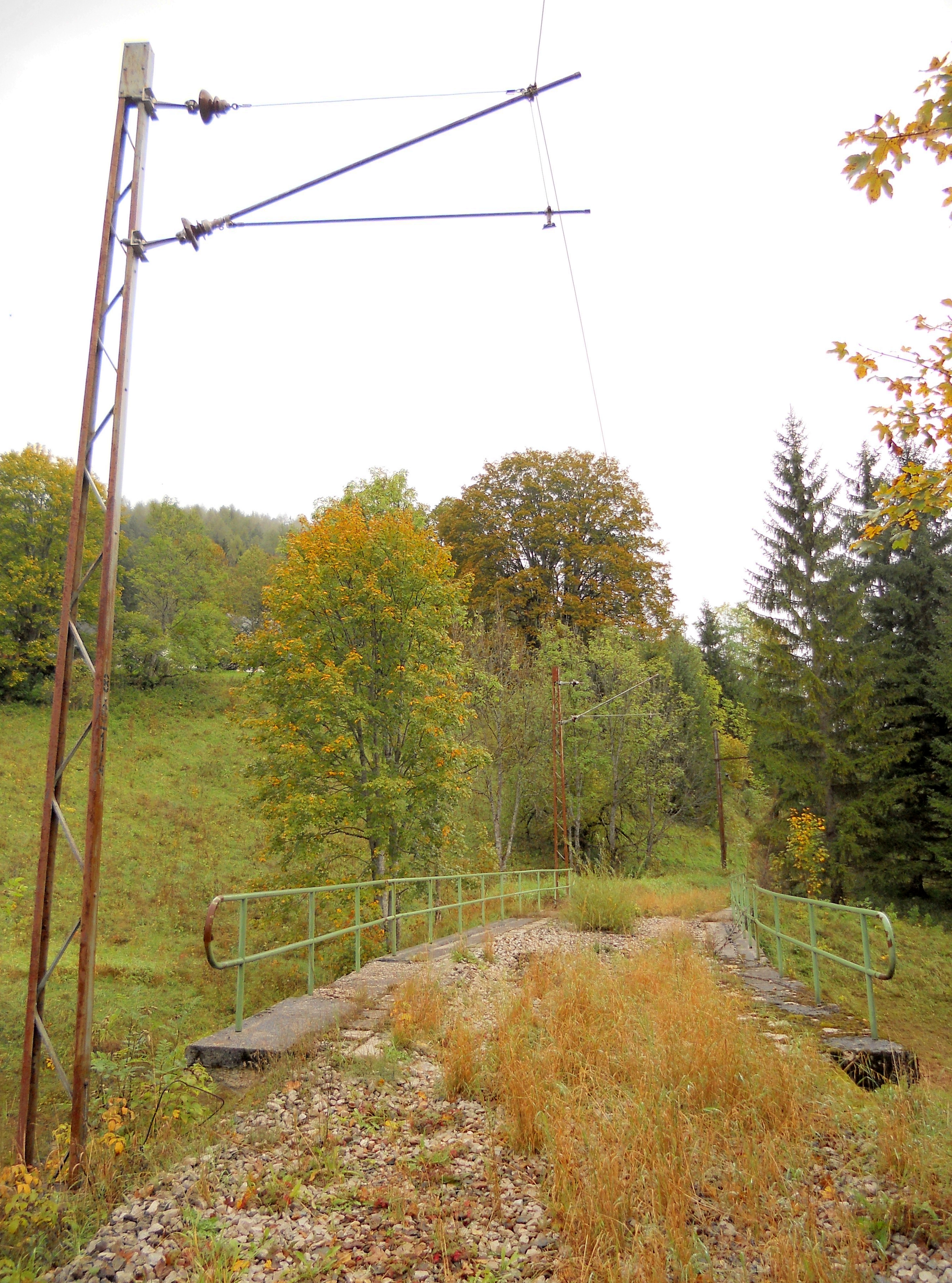
Überreste der alten Trasse nach Gußwerk bei Teichmühle (Sept. 2012)
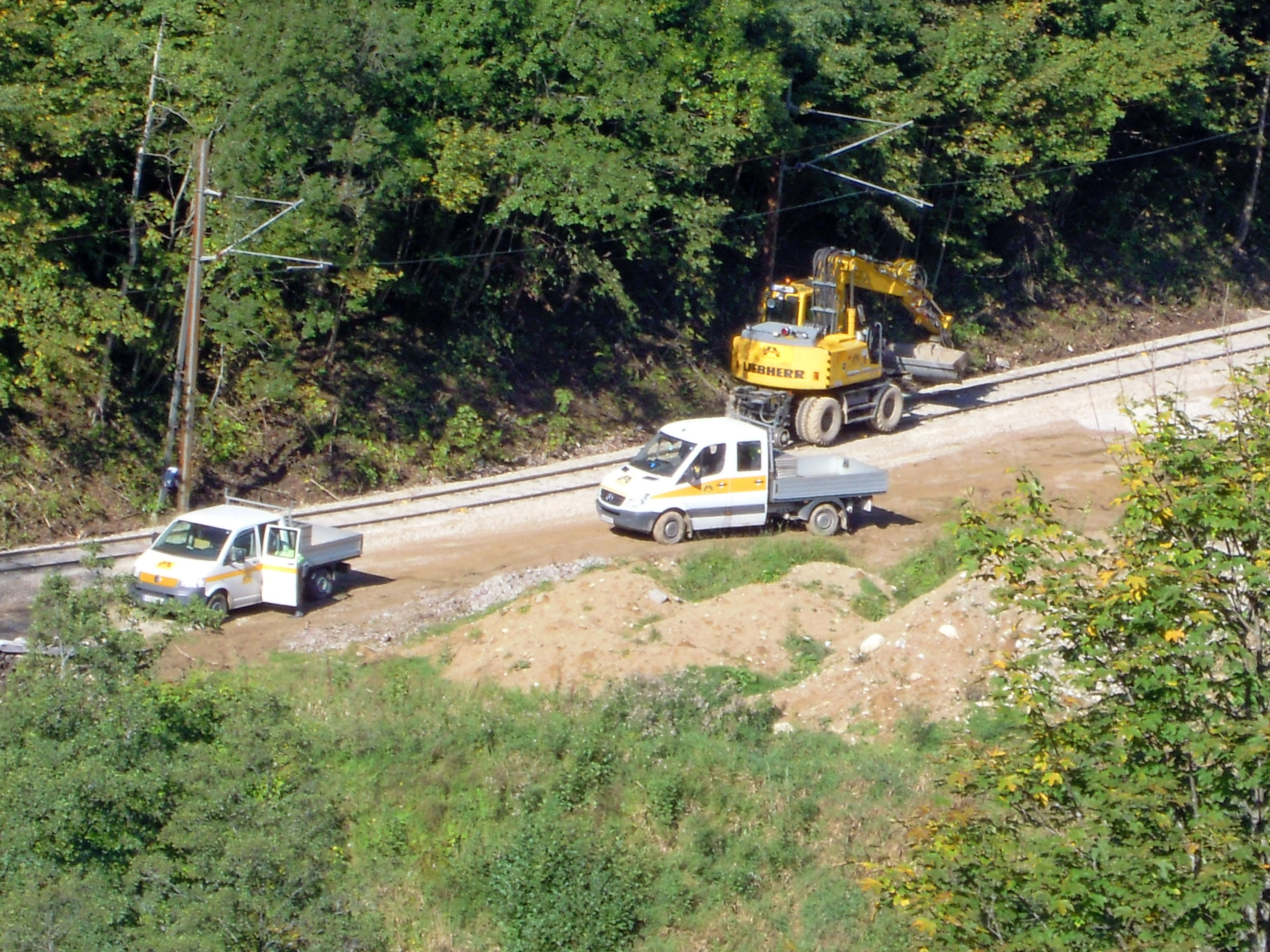
Arbeiten auf der alten Strecke nach Gußwerk zur Verlängerung der Museumstramway in Richtung Mariazeller Ortsmitte (Sept. 2012)

### Zweigstrecke
In Ober-Grafendorf zweigt die sogenannte „Krumpe“ ab, eine nicht elektrifizierte Zweigstrecke, die durch das Alpenvorland in annähernd westlicher Richtung über Mank, Ruprechtshofen und Wieselburg nach Gresten führte. In Wieselburg kreuzte die schmalspurige Krumpe die normalspurige Erlauftalbahn. Der Abschnitt von Wieselburg nach Gresten wurde zur Vereinfachung des Güterverkehrs auf Normalspur umgebaut. Personenverkehr gab es nach der Umspurung nur noch im Rahmen von Sonderfahrten.
Der schmalspurig verbliebene Abschnitt von Ober-Grafendorf nach Wieselburg wurde im Jahr 2010 vom Land Niederösterreich übernommen und noch im gleichen Jahr mit dem Fahrplanwechsel am 12. Dezember vollständig stillgelegt. Zuletzt verkehrten zwischen Ober-Grafendorf und Mank Regionalzüge, die teilweise von beziehungsweise nach St. Pölten Hauptbahnhof durchgebunden waren.

## Geschichte

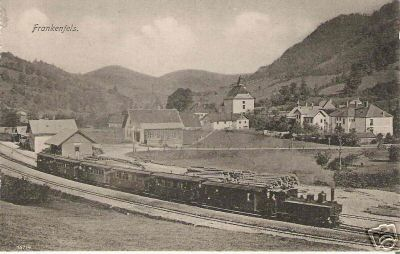
Dampfzug im Bahnhof Frankenfels um 1900

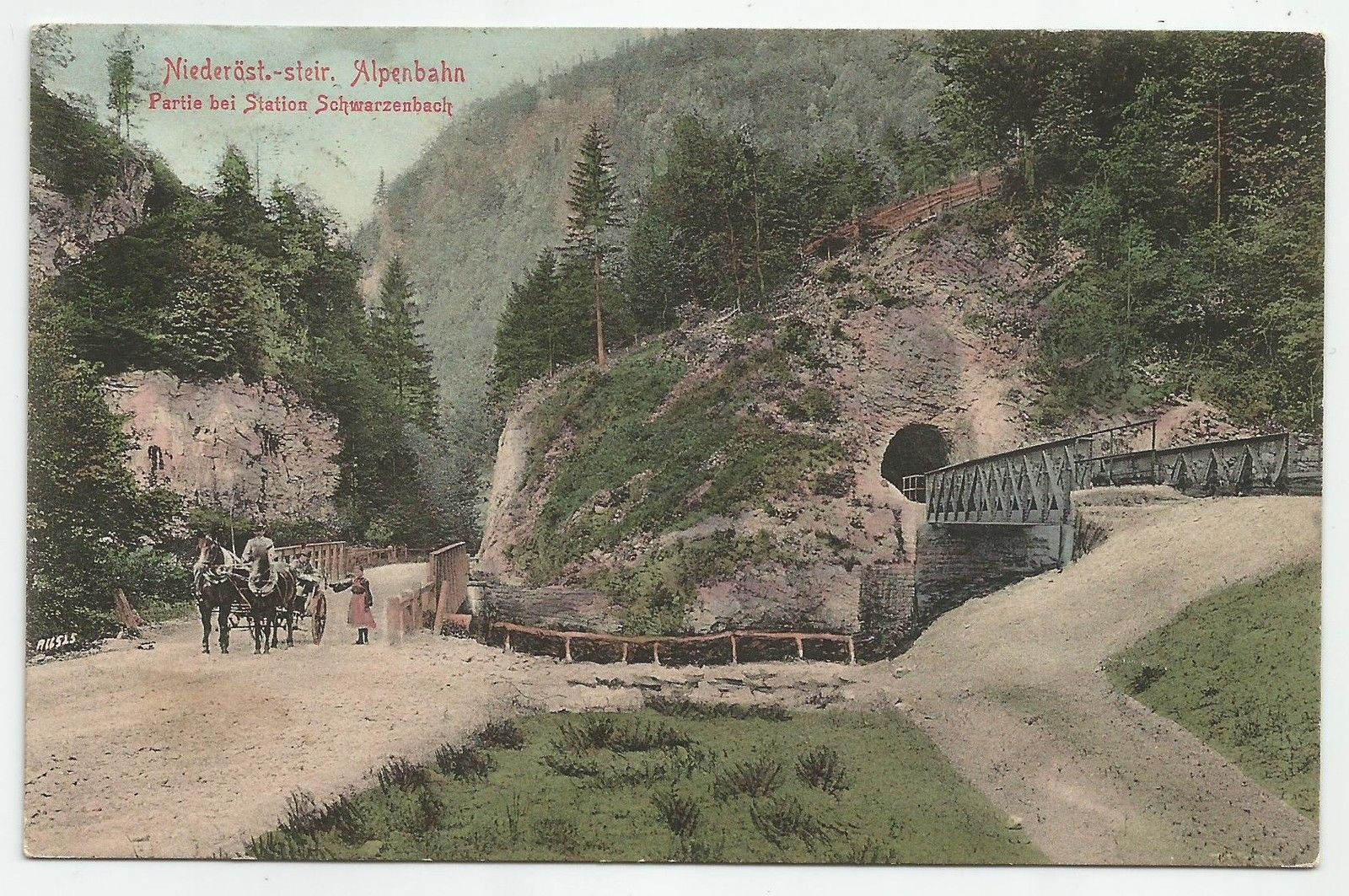
Straße und Mariazellerbahn noch vor der Elektrifizierung beim Gillus in der Nähe des Bahnhofes Schwarzenbach an der Pielach im Gemeindegebiet von Frankenfels, 1907

Güterzug auf der Erlauf-Kienbach-Brücke, wahrscheinlich noch vor der Eröffnung 1907

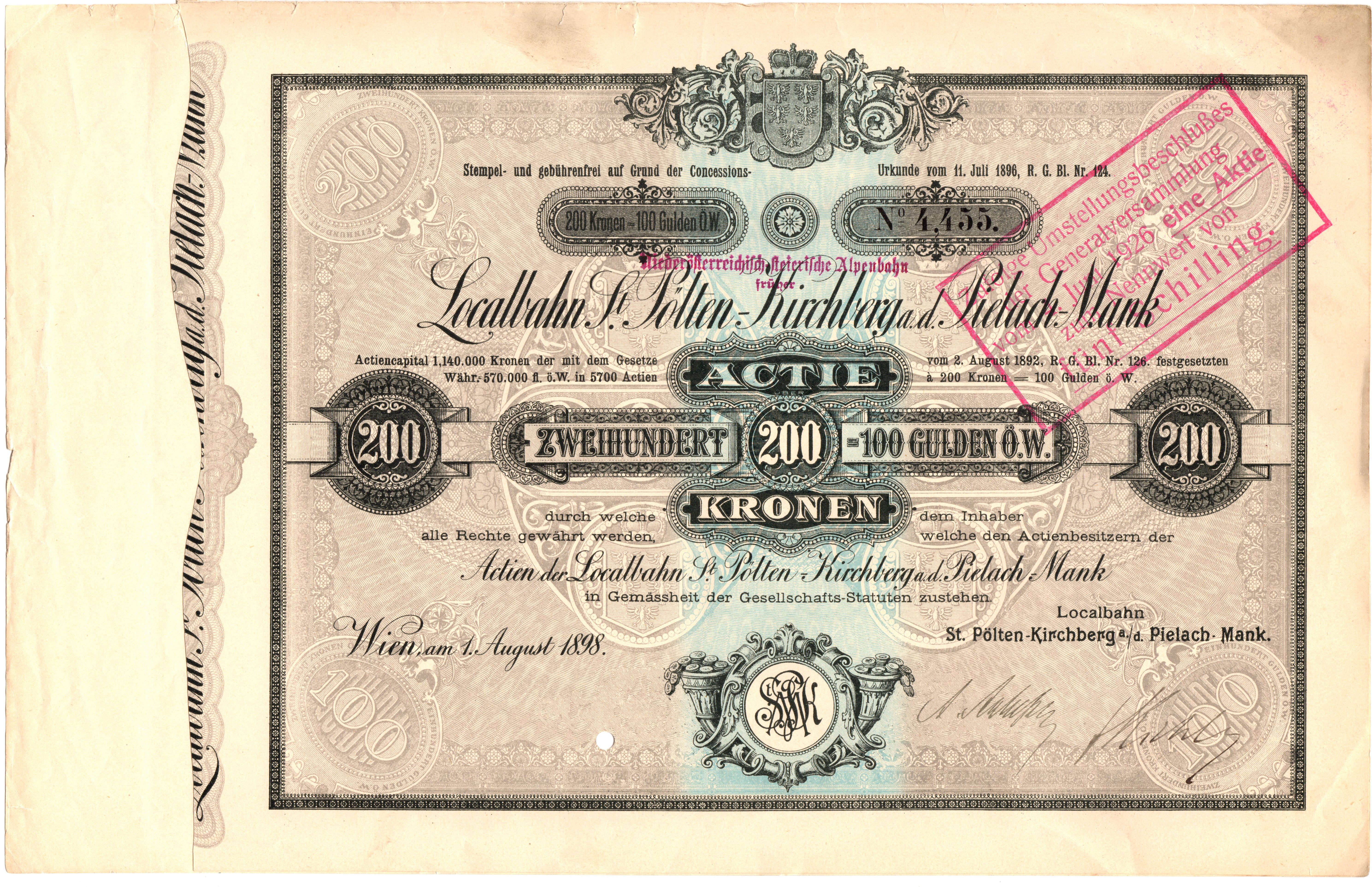
Aktie über 200 Kronen der Lokalbahn St. Pölten – Kirchberg vom 1. August 1898

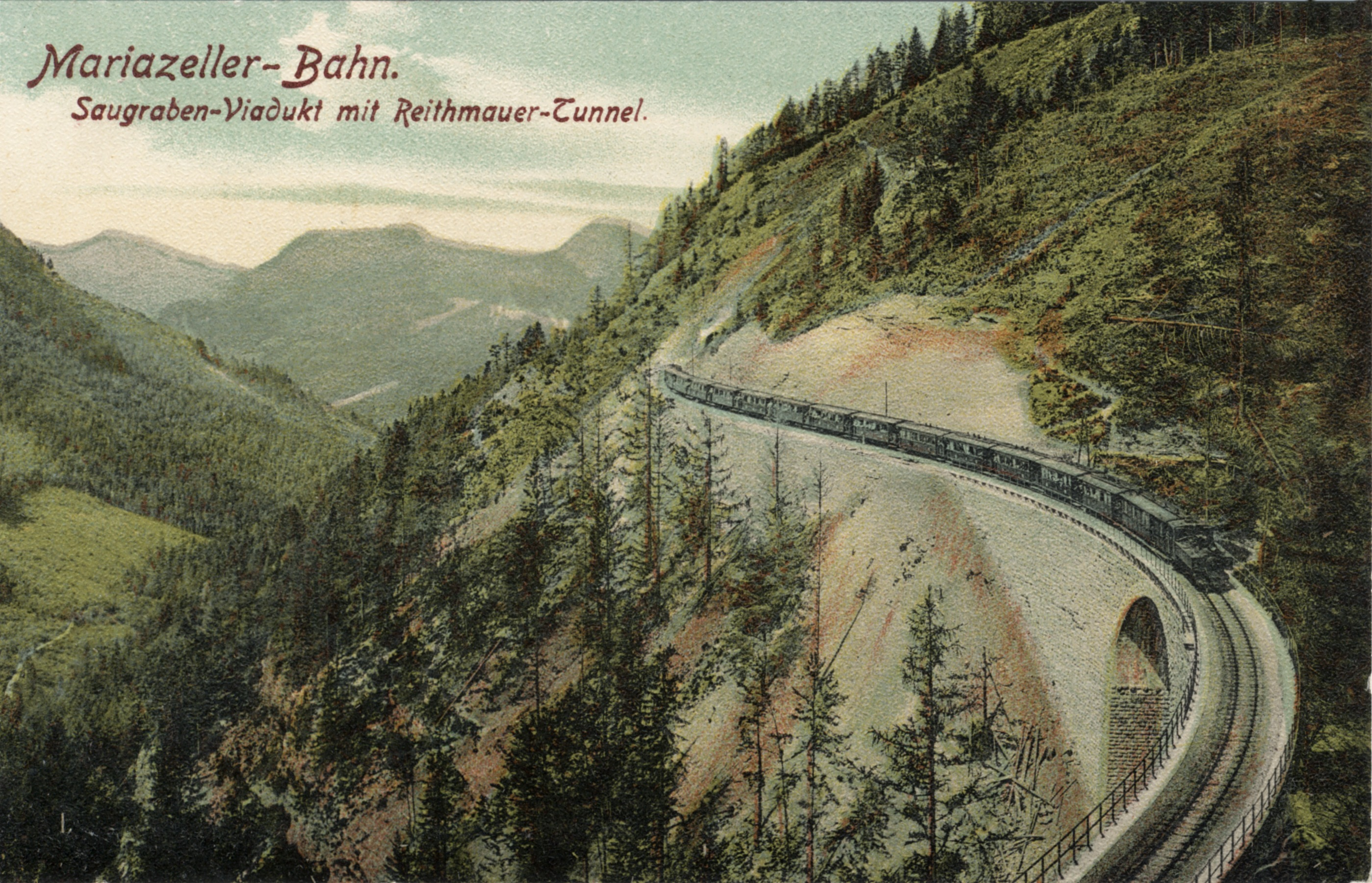
Zug mit Lok der Reihe Uv auf dem Saugrabenviadukt, 1908

Zug auf Bergfahrt, mittlere Ebene der Nordrampe

Der Wallfahrtsort Mariazell war im 19. Jahrhundert einer der am stärksten besuchten Fremdenverkehrsorte Österreich-Ungarns. Überlegungen zur Errichtung einer Bahn von St. Pölten nach Mariazell gab es daher schon seit Eröffnung der Westbahn im Jahr 1858. Mehrere Varianten als Verlängerung einer der normalspurigen Strecken im niederösterreichischen Alpenvorland wurden in den folgenden Jahrzehnten ins Auge gefasst. 1890 plante der Ingenieur Franz Ipser mit den Bürgermeistern von Kirchberg an der Pielach und Pyhra eine Lokalbahn von Böheimkirchen oder Spratzern über Ober-Grafendorf bis Frankenfels mit Meterspur.
Der Bau einer Bahn von St. Pölten ins Pielachtal wurde zunächst unabhängig davon angestrebt.

### Bau und Dampfbetrieb
Diese Pielachtalbahn einschließlich einer Zweigstrecke von Ober-Grafendorf nach Mank wurde jedoch erst nach dem Niederösterreichischen Landeseisenbahngesetz von 1895 beschlossen; dabei wurde ebenso eine Verlängerung nach Mariazell berücksichtigt. Wegen des schwierigen Terrains sollte die Bahn als Schmalspurbahn zur Ausführung gelangen. Die Spurweite von 760 Millimetern war, wie bei allen Schmalspurbahnprojekten in der Donaumonarchie von der Militärverwaltung vorgegeben, da bei Bedarf Fahrzeuge zum Kriegsdienst auf den Bahnen in Bosnien-Herzegowina eingezogen werden sollten. Auch war bereits eine Verbindung zur steirischen Thörlerbahn, die von Kapfenberg nach Au-Seewiesen führte, als weiterer Ausbau geplant. Im Juli 1896 wurde die Konzession für die formell eigenständige Aktiengesellschaft der Lokalbahn St. Pölten – Kirchberg an der Pielach – Mank erteilt. Mit den Terrainaufnahmen wurde Ingenieur Ottokar Blaschek betraut. Am 21. November 1896 begann das Niederösterreichische Landeseisenbahnamt, die späteren Niederösterreichischen Landesbahnen mit dem Bau, die Planung oblag dabei dem stellvertretenden Direktor, Ingenieur Josef Fogowitz.
Am 7. Juni 1898 erreichte ein erster Probezug Kirchberg an der Pielach, offiziell eröffnet wurde die Strecke von St. Pölten dorthin, samt Zweigstrecke nach Mank, am 4. Juli 1898. Betriebsführer beider Strecken war das Landeseisenbahnamt selbst. Nach Sicherstellung der Finanzierung beschloss der Niederösterreichische Landtag am 27. Jänner 1903 den Bau der Fortsetzung nach Mariazell und Gußwerk. Ab dem Frühjahr 1904 wurde der Bau der Pielachtalbahn bis Laubenbachmühle fortgesetzt, die, wie die Strecke Mank – Ruprechtshofen, am 5. August 1905 eröffnet wurde. Für die weitere Fortsetzung nach Mariazell wurde aus drei Trassenvarianten, die in die engere Auswahl gekommen waren, jene gewählt, die durch geologisch günstigeres Gelände führte und die kürzesten Tunnellängen aufwies. Als herausragendes Einzelbauwerk gilt dabei der 2369 Meter lange Gösingtunnel, der längste Tunnel einer österreichischen Schmalspurbahn. Die Bauarbeiten für die Bergstrecke begannen im März 1905, der erste planmäßige Güterzug sollte am 17. Dezember 1906 in Mariazell eintreffen. Er kam jedoch infolge heftiger Schneefälle nur bis Winterbach, erst am 19. Dezember 1906 traf dann tatsächlich der erste reguläre Zug in Mariazell ein. Am 2. Mai 1907 begann der Personenverkehr bis Mariazell und am 15. Juli 1907 wurde die Strecke bis Gußwerk eröffnet. Jene Strecke von Mariazell nach Gußwerk wurde auf Drängen des Landes Steiermark errichtet, das seine finanzielle Beteiligung an der Alpenbahn davon abhängig machte.
Die Niederösterreichisch-Steirische Alpenbahn, wie die Mariazellerbahn im amtlichen Sprachgebrauch hieß, war damit fertiggestellt. Die weit fortgeschrittenen Planungen für die Verlängerung über den Steirischen Seeberg als Verbindung mit der Thörlerbahn und damit dem steirischen Eisenbahnnetz wurden wegen des Ausbruchs des Ersten Weltkrieges nicht mehr verwirklicht. Ebenso unterblieb der Bau einer Verbindung zur Ybbstalbahn, für die mehrere Trassenvorschläge ausgearbeitet wurden.
Auf der Bergstrecke wurde der Betrieb vorerst mit den eigens für diese Strecke entwickelten Dampflokomotiven der Reihen Mh und Mv abgewickelt, was sich jedoch bald als unzureichend erwies. Der Andrang an Fahrgästen war so groß, dass zeitweise jegliche Werbung für die rasch populär gewordene Alpenbahn unterlassen wurde. Im Güterverkehr wurde neben landwirtschaftlichen Produkten und Erzen aus lokalen Bergbaubetrieben vor allem Holz aus der waldreichen Bergregion abtransportiert. Das Holz blieb bis zur Einstellung des Güterverkehrs das überwiegende Frachtgut der Mariazellerbahn. Bereits ab 1909 wurden, so weit es das Lichtraumprofil erlaubte, Normalspurgüterwagen auf Rollböcken befördert.

### Elektrifizierung

Elektrolok E.1 im Auslieferungszustand am Alpenbahnhof in St. Pölten, um 1910

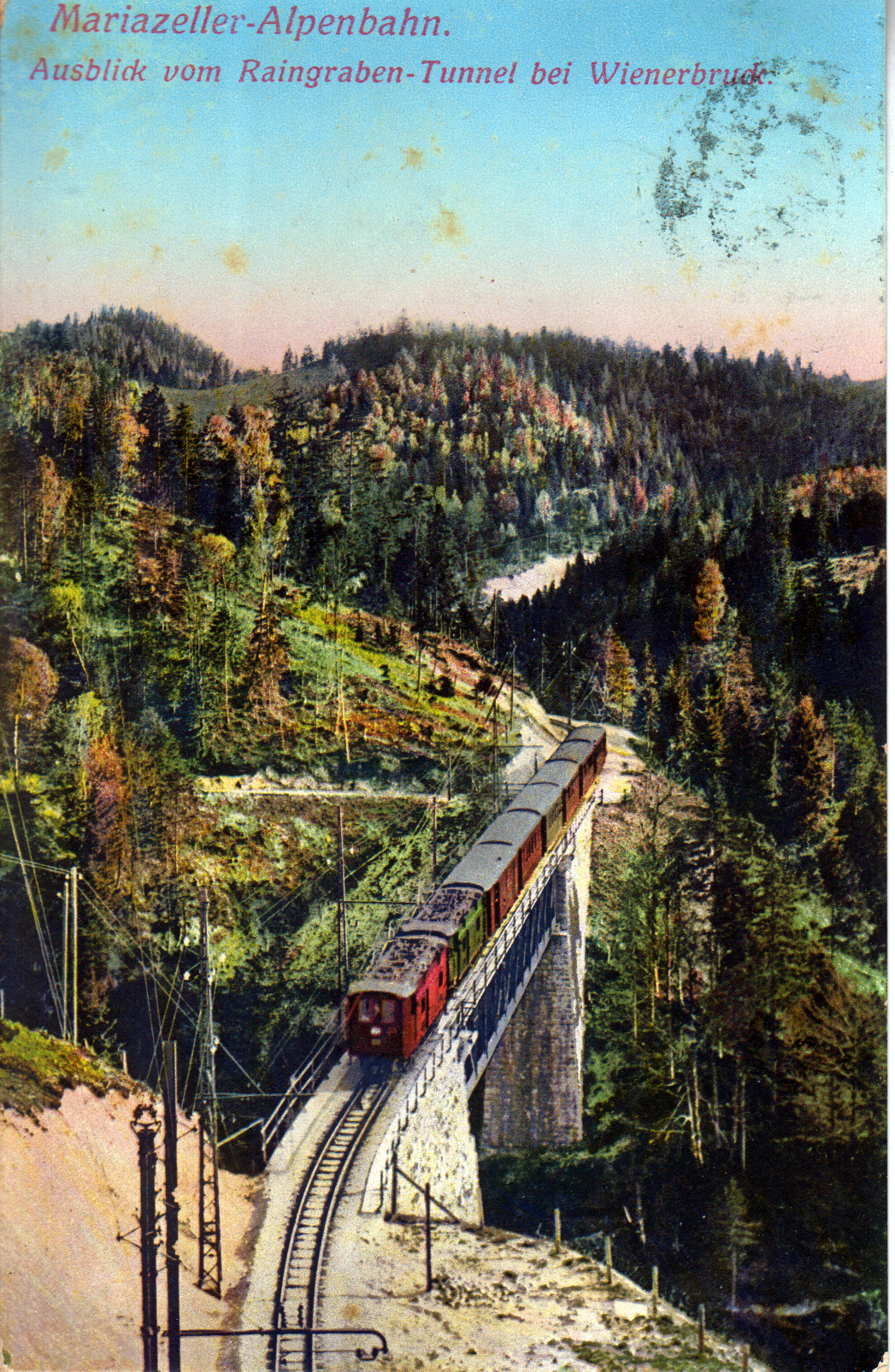
Kolorierte Postkarte aus der Zeit kurz nach der Elektrifizierung (1911)

Mehrere Szenarien der Leistungssteigerung wurden erwogen, darunter der zweigleisige Ausbau und die Anschaffung einer noch stärkeren Dampfloktype. Schon vor der Vollendung der Strecke nach Mariazell und Gußwerk brachte der amtierende Direktor des Landeseisenbahnamtes, Eduard Engelmann junior, den Vorschlag ein, die Mariazellerbahn mit Einphasenwechselstrom zu elektrifizieren.

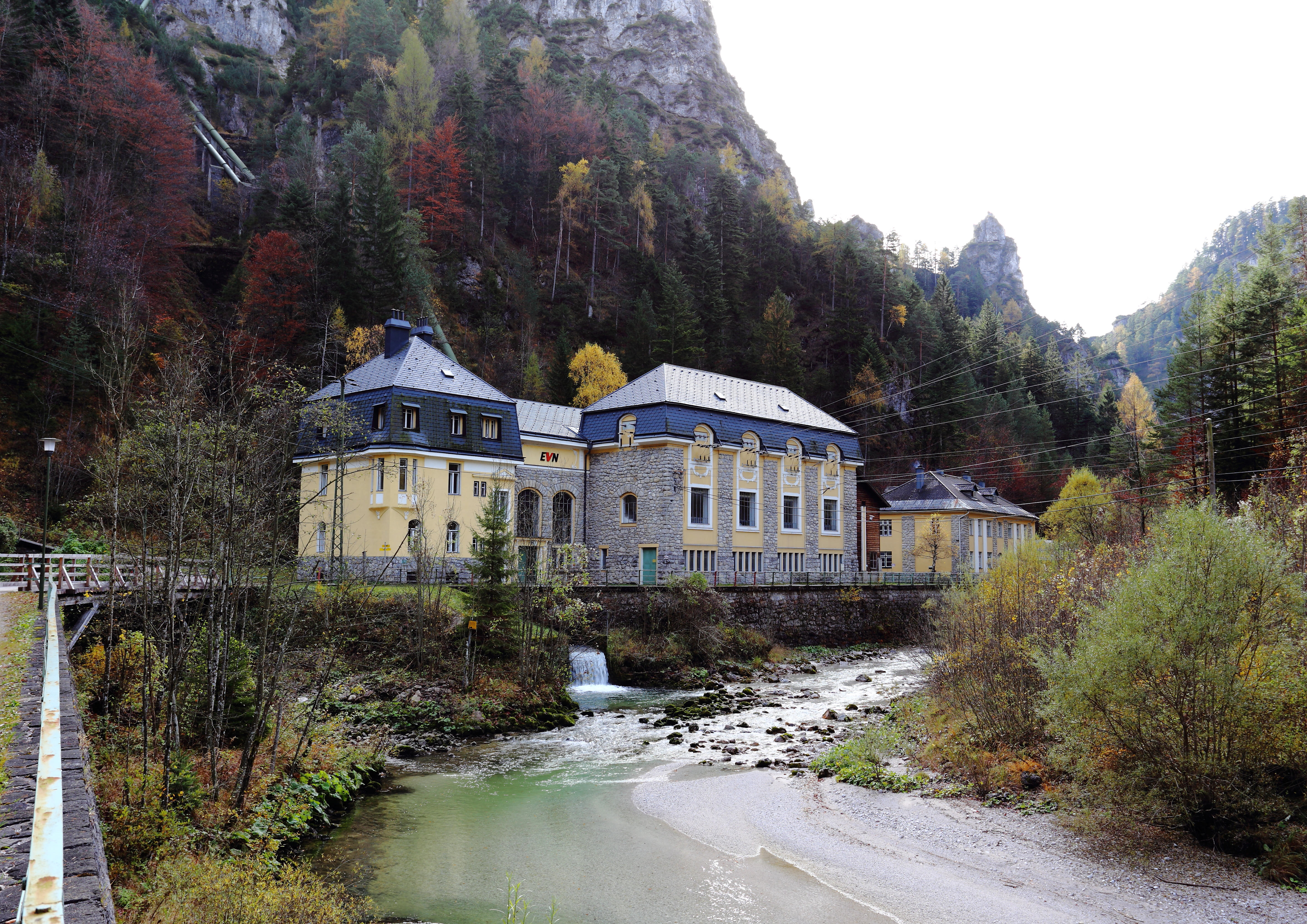
Nordansicht des 1908–1911 errichteten Kraftwerkes Wienerbruck

Dieser Vorschlag galt als revolutionär. Noch nie war eine Bahnstrecke dieser Länge, auf der hauptbahnähnlicher Verkehr stattfinden sollte, elektrisch betrieben worden. Man kannte in dieser Epoche die elektrische Traktion erst von Straßenbahnen und leichten, durchwegs mit Gleichstrom niedriger Spannung betriebenen Lokalbahnen. Nur die 1904 erbaute Stubaitalbahn war bereits mit Wechselstrom betrieben. Trotz heftiger Widerstände konnte Engelmann seine Visionen durchsetzen, sodass das bereits ab 1906 im Detail ausgearbeitete Projekt im Dezember 1907 genehmigt wurde. In den Jahren bis 1911 wurden die Arbeiten durchgeführt: Neben der Errichtung der technischen Einrichtungen, deren größtes Einzelprojekt das Kraftwerk Wienerbruck war, wurden die bis 2013 verwendeten Lokomotiven der Reihe 1099 entwickelt und angeschafft.
Bei der Umsetzung des Vorhabens wurden zahlreiche Konzepte verwirklicht, für die es bis dahin kein Vorbild gab. Die bei der Elektrifizierung der Mariazellerbahn gewonnenen Erfahrungen erwiesen sich als richtungsweisend für spätere Projekte zur Elektrifizierung des österreichischen Streckennetzes. Anders als bei Straßenbahnen wurde die Fahrleitung mittels massiver Tragwerke und Stahlmasten ausgeführt; die Ausführung der Lokomotiven mit zwei separat angetriebenen Drehgestellen entspricht der selbst heute noch üblichen Bauweise. Die zur Energieversorgung notwendigen und unter schwierigsten Bedingungen in der Gebirgslandschaft errichteten Kraftwerke wurden zugleich zur Versorgung der Region mit elektrischem Strom herangezogen und bildeten den Grundstein für die niederösterreichische Landesenergiegesellschaft NEWAG, die heutige EVN AG.

### Vom Ersten Weltkrieg bis 1945
Während des Ersten Weltkriegs wurden mehrere Dampflokomotiven und zahlreiche Wagen zeitweise zum Kriegseinsatz eingezogen, darunter die Lokomotiven Mh.1 bis Mh.5. Letztere kehrte erst 1920 aus Sarajevo zurück.
Am 15. Juli 1922 übernahmen die Österreichischen Bundesbahnen (ÖBB) die Mariazellerbahn von den Niederösterreichischen Landesbahnen, die in finanzielle Bedrängnis geraten waren. Nach dem „Anschluss“ Österreichs an das Deutsche Reich wurde die Mariazellerbahn 1938, wie alle anderen Bahnstrecken der ÖBB, in die Deutsche Reichsbahn integriert. Während der Kriegsjahre 1944 und 1945 kam es insbesondere im Nahbereich von St. Pölten an mehreren Stellen zu Zerstörungen und Schäden durch Kriegshandlungen.

### Nach 1945

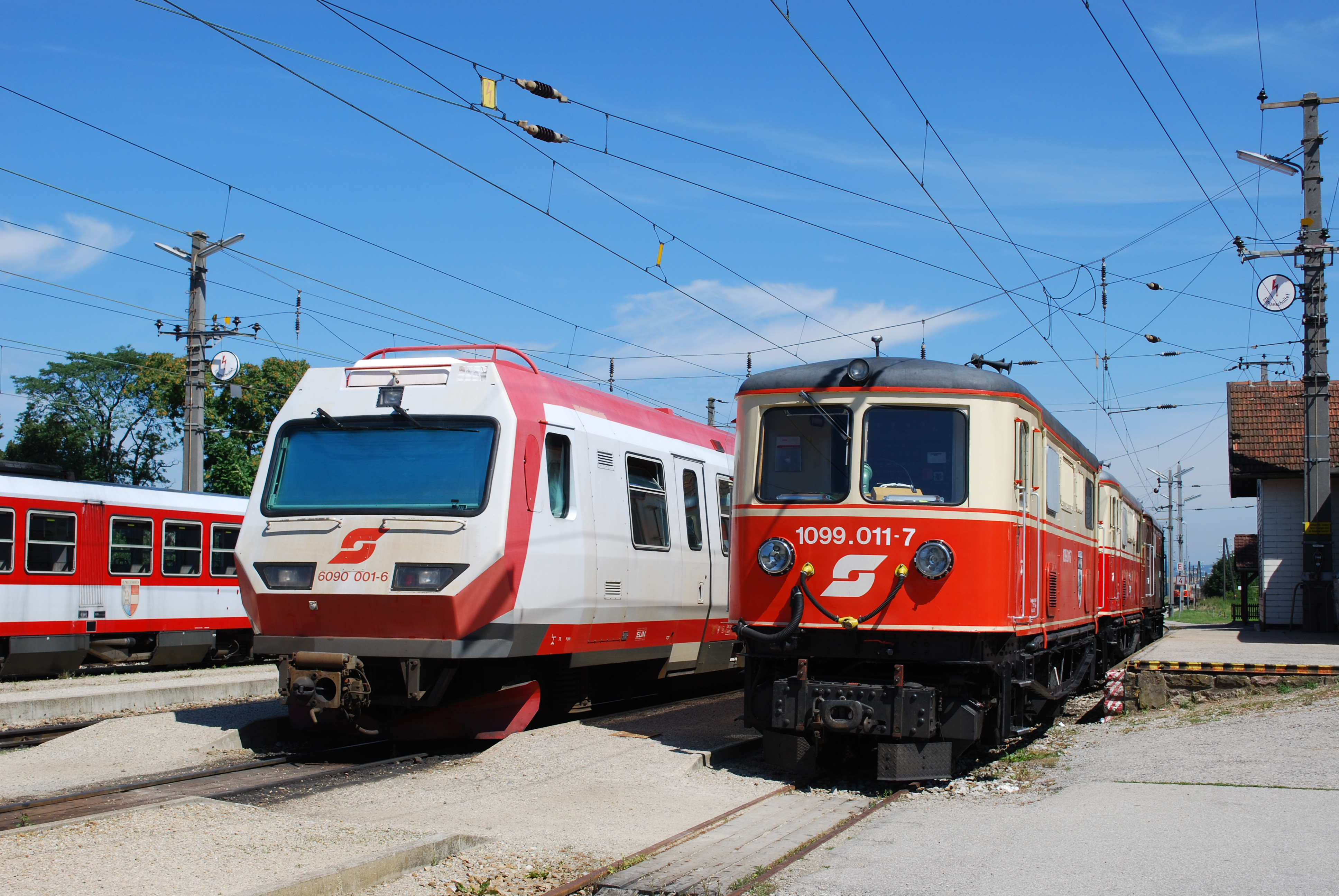
Neu (ÖBB 4090) und Alt (ÖBB 1099) in Ober-Grafendorf

Nach dem Zweiten Weltkrieg verblieben die ehemaligen Landesbahnstrecken bei den ÖBB, die Fahrzeuge wurden ab 1953 in das neue Nummernschema übernommen. In den folgenden Jahren wurden an der Strecke mehrmals kleinere Trassenkorrekturen vorgenommen. Zwischen 1954 und 1957 wurden auf den Untergestellen der Personenwagen neue stählerne Aufbauten in einheitlicher Bauweise aufgesetzt. In den 1960er Jahren wurden noch einige Wagen durch das Einschweißen von Zwischenstücken verlängert. Dieser Umbau des Fuhrparks sowie die Umstellung der Zweigstrecke auf Dieselbetrieb waren die umfangreichsten Modernisierungsmaßnahmen. 1984 wurden die letzten Rollböcke durch Rollwagen ersetzt.
Von der Nebenbahn-Einstellungswelle des Jahres 1988 in Niederösterreich war ebenso die Mariazellerbahn betroffen. Der Güterverkehr mit Schmalspurwagen auf der Bergstrecke wurde komplett aufgegeben, der kurze Abschnitt von Mariazell nach Gußwerk wurde eingestellt. Lediglich bis Schwarzenbach an der Pielach erfolgten nach Einstellung des Güterverkehrs nach Mariazell noch für einige Jahre Holztransporte auf Schmalspurwagen. Am 31. Dezember 1998 stellten die ÖBB den Güterverkehr mit Rollwagen auf der Talstrecke ein.

### Ab 2000
Ab circa 2000 gab es Überlegungen der ÖBB, die Mariazellerbahn zu verkaufen oder einzustellen. Bis 11. Dezember 2010 wurde die Bahn jedoch im Auftrag und auf Kosten des Landes Niederösterreich weiterhin von den ÖBB betrieben. Im Herbst 2003 wurde als eines von mehreren Zukunftsszenarien die Umspurung der für den Pendler- und Schülerverkehr wichtigen Talstrecke zwischen St. Pölten und Kirchberg an der Pielach auf Normalspur in Erwägung gezogen, für die verbleibende Schmalspurstrecke wären stärker touristisch orientierte Vermarktungskonzepte angestrebt worden. Seit den umfangreichen Sanierungsarbeiten an den bestehenden schmalspurigen Gleisanlagen zwischen St. Pölten und Ober-Grafendorf, welche im Frühjahr 2007 anlässlich des Papstbesuches in Mariazell durchgeführt wurden, ist dieses Projekt jedoch nicht mehr im Gespräch. Zur Förderung des touristischen Verkehrs wurde 2007 auf Initiative der NÖVOG eine sanierte Zugsgarnitur in neuem Design auf die Strecke geschickt. Dieser Zug kam täglich unter dem Namen „Ötscherbär“ auf der Gesamtstrecke zum Einsatz und wurde von einer, in Anlehnung an die ursprüngliche Farbgebung der elektrischen Lokomotiven, braun lackierten Maschine der Reihe 1099 gezogen.

#### Übernahme durch die NÖVOG 2010
Seit Dezember 2008 war eine Übernahme der Mariazellerbahn durch das Land Niederösterreich im Gespräch, nach dem Vorbild der Übernahme der Pinzgauer Lokalbahn durch das Bundesland Salzburg. Im Jänner 2010 wurde die Übernahme durch das Land Niederösterreich mit dem Fahrplanwechsel am 12. Dezember 2010 vereinbart. Parallel dazu wurde der Betrieb auf der Flügelstrecke von Ober-Grafendorf nach Mank eingestellt. Wie deren Nachnutzung aussehen wird, ist noch unklar.
Seit 12. Dezember 2010 ist die Niederösterreichische Verkehrsorganisationsgesellschaft (NÖVOG) Eigentümerin und Betreiberin der Mariazellerbahn. Am 11. November 2010 gab die Niederösterreichische Landesregierung den Vertragsabschluss für die Beschaffung von neun Elektrotriebwagen und vier Panoramawagen bei Stadler Rail, die unter dem Namen „Himmelstreppe“ verkehren, bekannt (NÖVOG Linie R8). Die neuen Fahrzeuge werden nunmehr im Bahnhof Laubenbachmühle, der von 2011 bis 2013 umgebaut und zum Betriebszentrum ausgebaut wurde, instand gehalten. Ab September 2013 verkehrte die erste Garnitur der Neubautriebwagen im fahrplanmäßigen Betrieb.
Seit dem 27. Oktober 2013 wird der Planverkehr auf der Mariazellerbahn nur mehr durch die Neubautriebwagen bewältigt; die alten Lokomotiven der Reihe 1099 wurden im Planverkehr vollständig abgelöst. Seit der Sommersaison 2014 werden im Touristikverkehr auch neue Panoramawagen sowie der Nostalgiezug abwechselnd mit Dampf- oder Elektrotraktion eingesetzt.
Die Mariazellerbahn stand im Mittelpunkt der Niederösterreichischen Landesausstellung 2015.

#### Bauarbeiten 2016
Für Bauarbeiten an Schienen, Gleiskörper, Masten, Hochspannungskabeltrog, Bahnhöfen und Sicherungsanlagen an zwei Straßen-Eisenbahn-Kreuzungen wurde die Mariazellerbahn auf ihrer gesamten Strecke St. Pölten – Mariazell von 30. März bis 12. Mai 2016, also für 1,5 Monate gesperrt. Ein Schienenersatzverkehr mit Autobussen mit fast identischen Abfahrtszeiten wurde angeboten.

#### Modernisierungen 2021 und 2022
Im November 2021 wurde zwischen St. Pölten und Mariazell an einzelnen Lichtsignalanlagen, an Bahn-Straßenkreuzungen, Oberleitung und Lichtmasten gearbeitet.
Im Abschnitt von Rabenstein an der Pielach bis Laubenbachmühle in Frankenfels wurden vom 28. Februar bis 29. April 2022 auf 2 km neue Gleise verlegt. Die Haltestelle Steinklamm wurde saniert und barrierefrei gemacht. An der Strecke erfolgten Sanierungen, auch an den Straßen an Kreuzungen. Die Kreuzung mit dem Radweg Hofstetten–Mainburg wurde neu mit einer Vollschrankenanlage samt Lichtzeichen gesichert.

#### Infrastrukturausbau für den Halbstundentakt ab 2023
Im Zuge der zweimal jährlichen, umfangreicheren Streckensperrungen wurden neben allgemeinen Unterhaltsarbeiten auch Vorarbeiten für den Halbstundentakt zwischen St. Pölten und Kirchberg/Pielach durchgeführt.
Vom 27. Februar bis 17. Mai 2023 fanden in 3 Unterabschnitten folgende Arbeiten statt:
1. Abschnitt (27. Februar – 12. März, Rabenstein – Laubenbachmühle): Neben Gleisneulagen, Oberleitungsarbeiten und Instandhaltungsmaßnahmen entstand nach 10 Jahren wieder eine Betriebsausweiche und ein barrierefreier Bahnsteig in Steinschal-Tradigist. Dieser wurde am 29. April 2023 offiziell in Betrieb genommen.
2. Abschnitt (13. März – 28. April, Rabenstein – Mariazell): Ebenfalls Gleisneulagen, Oberleitungsarbeiten und Instandhaltungsmaßnahmen sowie eine Generalsanierung des Kuhgrabenviadukts und der Eselgrabenbrücke
3. Abschnitt (29. April – 17. Mai, Laubenbachmühle – Mariazell): An diesen 18 Tagen wurden die restlichen Arbeiten abgeschlossen.

Vom 2. bis 24. November 2023 wurde die Gesamtstrecke im Schienenersatzverkehr geführt. Die durchgeführten Bauarbeiten waren dabei folgende:
- Beseitigung von Schlammstellen im gesamten Streckenabschnitt
- Abschnittsweise Stopfarbeiten zur Erhaltung der Gleislage
- Tausch der Schienen im Bereich der Haltestelle Steinklamm
- Sanierung einer Eisenbahnkreuzung im Bereich von Ober-Grafendorf
- Bodenerkundungsarbeiten zwischen Hofstetten und Kirchberg
- Grünschnitt im Bereich von Schwarzenbach
- Tausch der Oberleitungsmasten zwischen Frankenfels und Boding
- Sanierung von Mauern und Schutzbauten
- Errichtung eines Ersatzbahnsteigs in Mariazell für den geplanten Bahnhofsumbau im Jahr 2024 (wurde nicht fertiggestellt)[25]

Vom 26. Februar bis 30. April 2024 fand die jährliche Frühjahrsperre statt, dabei wurde zwischen Hofstetten-Grünau und Mariazell Schienenersatzverkehr durchgeführt. Neben allgemeinen Arbeiten wurde in Mariazell 500 m vor dem Bahnhof ein Ersatzbahnsteig errichtet (noch vor der Eisenbahnkreuzung), dieser ist aber nur für reine Triebwagenzüge geeignet und ging am 1. Mai 2024 in Betrieb.
Vom 1. Mai bis 3. November 2024 wurde der Bahnhof Mariazell komplett neu gestaltet. Es wurden acht neue Weichen und 1714 m Gleise verlegt sowie ein barrierefreier Bahnsteig errichtet. Im Bahnhofsgebäude wurden der Warteraum und der Dienstantrittsraum für das Betriebspersonal modernisiert und barrierefreie WC-Anlagen installiert. Außerdem wurde die bestehende Ölheizung durch eine Wärmepumpe ersetzt. Alle Arbeiten am Aufnahmegebäude wurden nach den Richtlinien der Denkmalpflege durchgeführt. Weiters wurde der Zugang zur Museumstramway verbessert und der Bahnhofsvorplatz im Sinne der Verknüpfung der Verkehrsträger umgestaltet. Die Haltestelle für Linienbusse wurde adaptiert und Fahrradabstellplätze sowie Parkplätze für Reisebusse und PKW mit zwei E-Ladestationen wurden errichtet. Während dieser Zeit verkehrten nur Triebwagenzüge ohne Anhängewagen nach Mariazell, alle anderen Züge wendeten in Mitterbach (von dort Schienenersatzverkehr bis Mariazell, siehe Fahrplan 2023/2024)

Im dritten Bauabschnitt vom 4. bis 22. November 2024 wurde erneut die Gesamtstrecke im Schienenersatzverkehr geführt.

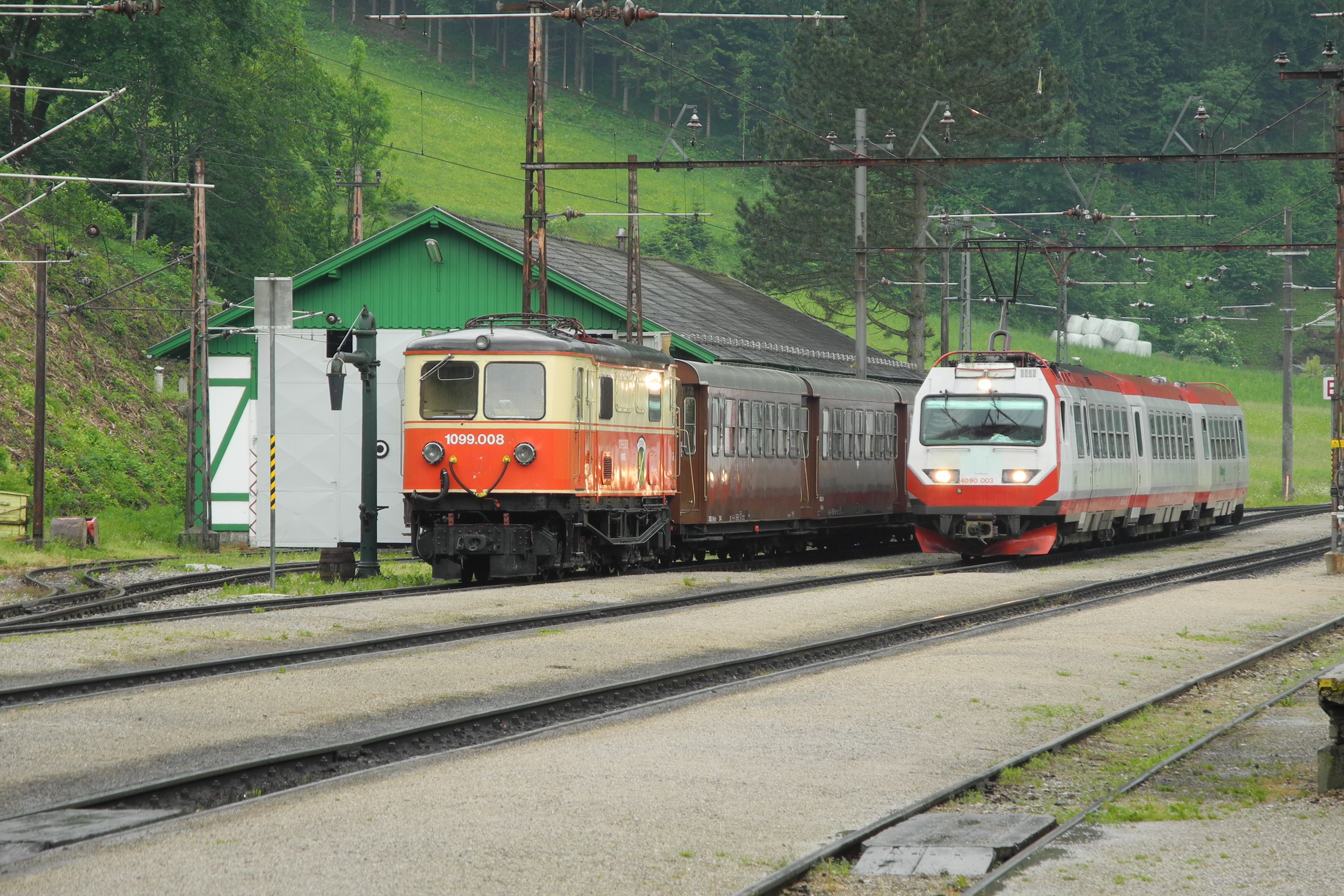
Nach Übernahme durch die NÖVOG präsentierten sich die Fahrzeuge vorerst ohne Logo.

## Betrieb

### Fahrplan
Fast alle Fahrten sind seit Dezember 2011 an der in Mitteleuropa üblichen Symmetriezeit ausgerichtet, wodurch in St. Pölten symmetrische Anschlüsse gewährleistet sind. An Werkstagen besteht zwischen St. Pölten und Kirchberg am Nachmittag ein Halbstundentakt, wovon zwei Zugleistungen weiter nach Laubenbachmühle fahren. In Laubenbachmühle gibt´s in der Früh ein Halbstundentakt und danach ein Stundentakt bis nach St. Pölten. Im 2-Stunden Takt geht´s von St. Pölten aus weiter nach Mariazell. An Feiertagen und Wochenenden fährt der Nachtschwärmer um 22:09 von Laubenbachmühle bzw. um 00:12 Uhr von St. Pölten.
In der Sommersaison fahren fast stündlich Züge von St. Pölten bis Mariazell. In der Früh ein Expresszug, der nur in einigen Haltestellen stehen bleibt, eine Garnitur mit 1. Klasse Panoramawagen, der Erlebniszug Ötscherbär sowie an jedem zweiten Sonntag der Dampfzug mit einem Aussichtswagen von St. Pölten bis Mariazell während in der Wintersaison der Expresszug sowie die Aussichtswagen nicht fahren. Dafür fährt der Dampfzug jeden Sonntag.
Während der NÖ-Landesausstellung bestand vom 25. April bis 1. November 2015 auch auf der Bergstrecke ein Stundentakt. Die Zugkreuzungen finden in der Regel in Klangen, Rabenstein und Loich sowie wiedererrichteten Betriebsausweiche Ober Buchberg und Schwadorf statt.

### Preise und Ermäßigungen
Neben einem eigenen Haustarif der NÖVOG für die Mariazellerbahn gelten auch Fahrkarten des Verkehrsverbunds Ostregion sowie im Abschnitt Mitterbach – Mariazell zusätzlich auch Fahrkarten des Steirischen Verkehrsverbunds. Besitzer einer ÖBB Vorteilscard erhalten 40 % Ermäßigung auf den Haustarif, auch das Klimaticket wird anerkannt. Für den Dampfzug wird ein Zuschlag verrechnet, der Nostalgiezug mit Elektrolokomotive kann inzwischen auch mit gewöhnlichen Fahrkarten benützt werden. Fahrkarten können ohne Aufpreis im Zug erworben werden.

### Unfälle, Vorfälle
- Am 11. Februar 1981 stürzte die Lokomotive 1099.15 und der erste Wagen eines talwärts fahrenden Zugs aufgrund überhöhter Geschwindigkeit vom Buchberggraben-Viadukt. Der Lokomotivführer wurde getötet, die Maschine an der Unfallstelle zerlegt.[31][32]
- Am 26. Juni 2018 entgleiste bei Völlerndorf unmittelbar hinter der Pielachbrücke die vordere Garnitur des aus zwei Triebwägen bestehenden Regionalzugs wegen einer überhöhten Geschwindigkeit von 55 km/h. Der hintere ET 6 blieb im Gleis, kam jedoch durch die Kollision mit dem führenden ET 5 in Schräglage. 34 Personen wurden verletzt, drei davon schwer. Auf dem geraden Streckenabschnitt vor der Pielachbrücke sind 70 km/h zulässig, auf der Brücke und dem nachfolgenden Bogen aber höchstens 35 km/h.[33] Der Mittelwagen des ET 5 und ein Endwagen des ET 6 wurden dabei irreparabel beschädigt und auch die anderen Fahrzeuge mussten zur Reparatur in die Schweiz gebracht werden. Am 13. Juni 2019 wurden die Endwagen des ET 5 und der ehemalige Mittelwagen des ET 6 in St. Pölten Alpenbahnhof wieder aufgegleist und zu einer Triebwagengarnitur verbunden. Anfang Juli 2019 wurde diese wieder in den planmäßigen Betrieb genommen. Wegen starker Auslastung konnte Stadler erst im Sommer 2019 mit dem Neubau der beiden Ersatzwagen beginnen.[34] Im Juli 2020 kam die zweite Garnitur nach Niederösterreich zurück und sollte Ende Juli in den planmäßigen Betrieb genommen werden.[35] Der ET 6 besteht nun aus einem originalen Endwagen, einem neuen Mittelteil und einem neuen Endteil.
- In der Nacht vom 23. Dezember auf den 24. Dezember 2023 fielen durch den Sturm „Zoltan“ etwa 80 Bäume auf die Oberleitung und beschädigten diese im südlichen Teil der Strecke auf weiten Abschnitten. Die Schäden und ihre Beseitigung bedingten eine längere Sperre der Bergstrecke von Laubenbachmühle bis Mariazell, deshalb wurde ein Schienenersatzverkehr eingerichtet.[36] Am 13. Jänner 2024 konnte der Teilbetrieb zwischen Laubenbachmühle und Annaberg wieder beginnen, der Gesamtbetrieb wurde am 25. Jänner 2024 wieder aufgenommen.
- Aufgrund des Unwetters am 13. September 2024 wurde die Bergstrecke von Laubenbachmühle bis Mariazell wegen der Schneelage und umgestürzter Bäume gesperrt und es konnte weder ein Schienen- noch ein Schienenersatzverkehr verkehren. In der Nacht des 15. Septembers ab 22 Uhr wurde die Gesamtstrecke ebenfalls wegen umgestürzte Bäume gesperrt. Die Ausmaß der Schäden konnte einige Tage gesichtet werden. Zwischen St. Pölten und Laubenbachmühle wurden durch das Hochwassers die Bahninfrastruktur zerstört, besonders schwer getroffen hat es den Abschnitt Rabenstein - Laubenbachmühle, wo die Strecke sehr in Mitleidenschaft gezogen worden ist.[37] Erst um die Mittagszeit am 17. September 2024 konnte ein Schienenersatzverkehr zwischen St. Pölten und Kirchberg, danach bis Laubenbachmühle und am 20. September bis Mariazell eingeführt werden. Der Schienenersatzverkehr sollte auf der Bergstrecke am 28. September enden, auf der Talstrecke endete er erst nach den jährlichen Streckensperrungen per 23. November 2024. Dabei wurden Panoramazug, Ötscherbär und Dampfzug nicht im Schienenersatzverkehr geführt und entfallen ersatzlos.

## Fahrzeuge

### Lokomotiven

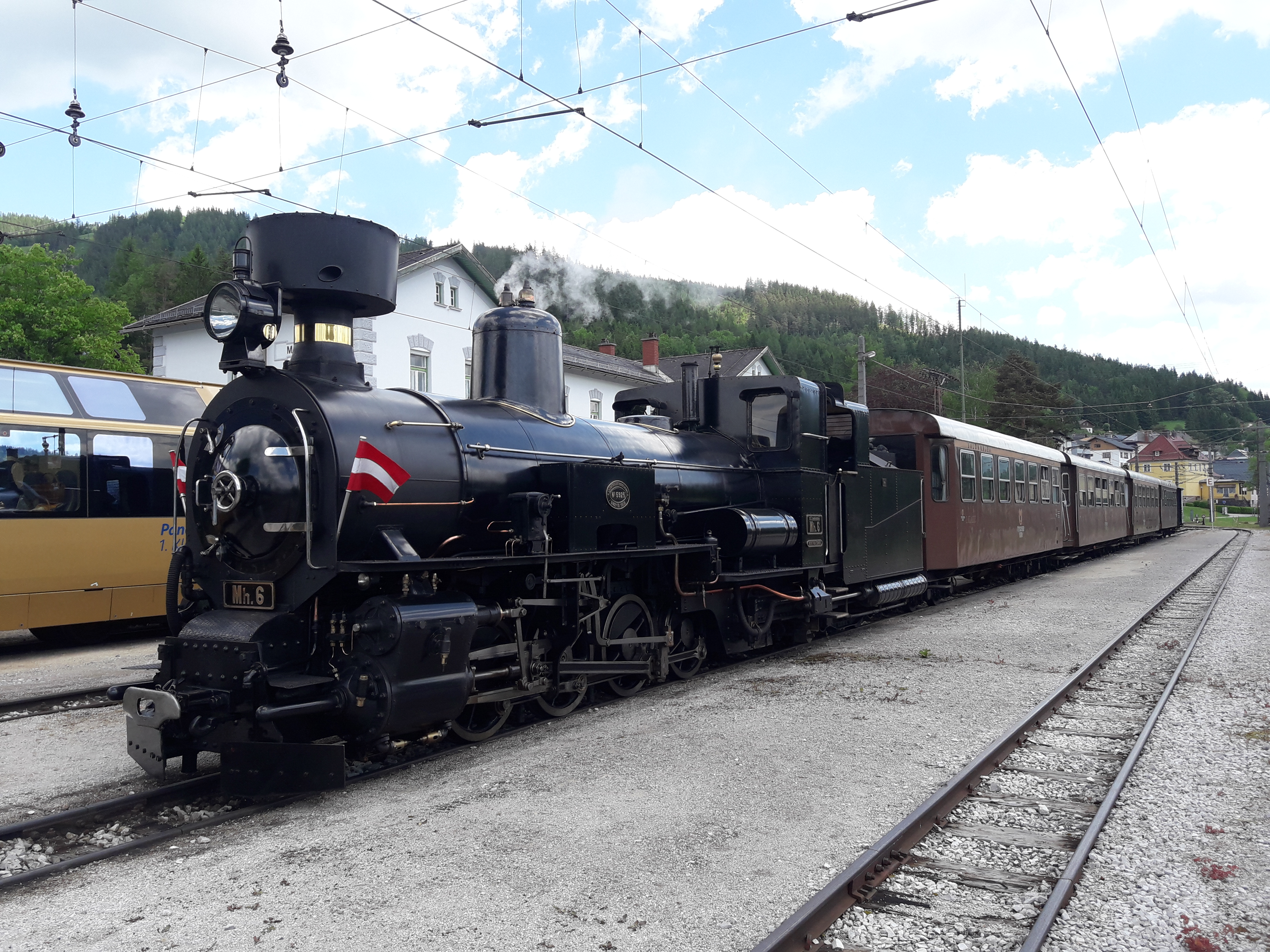
Nostalgiezug mit Mh.6 im Bahnhof Mariazell

Dampfbetrieb

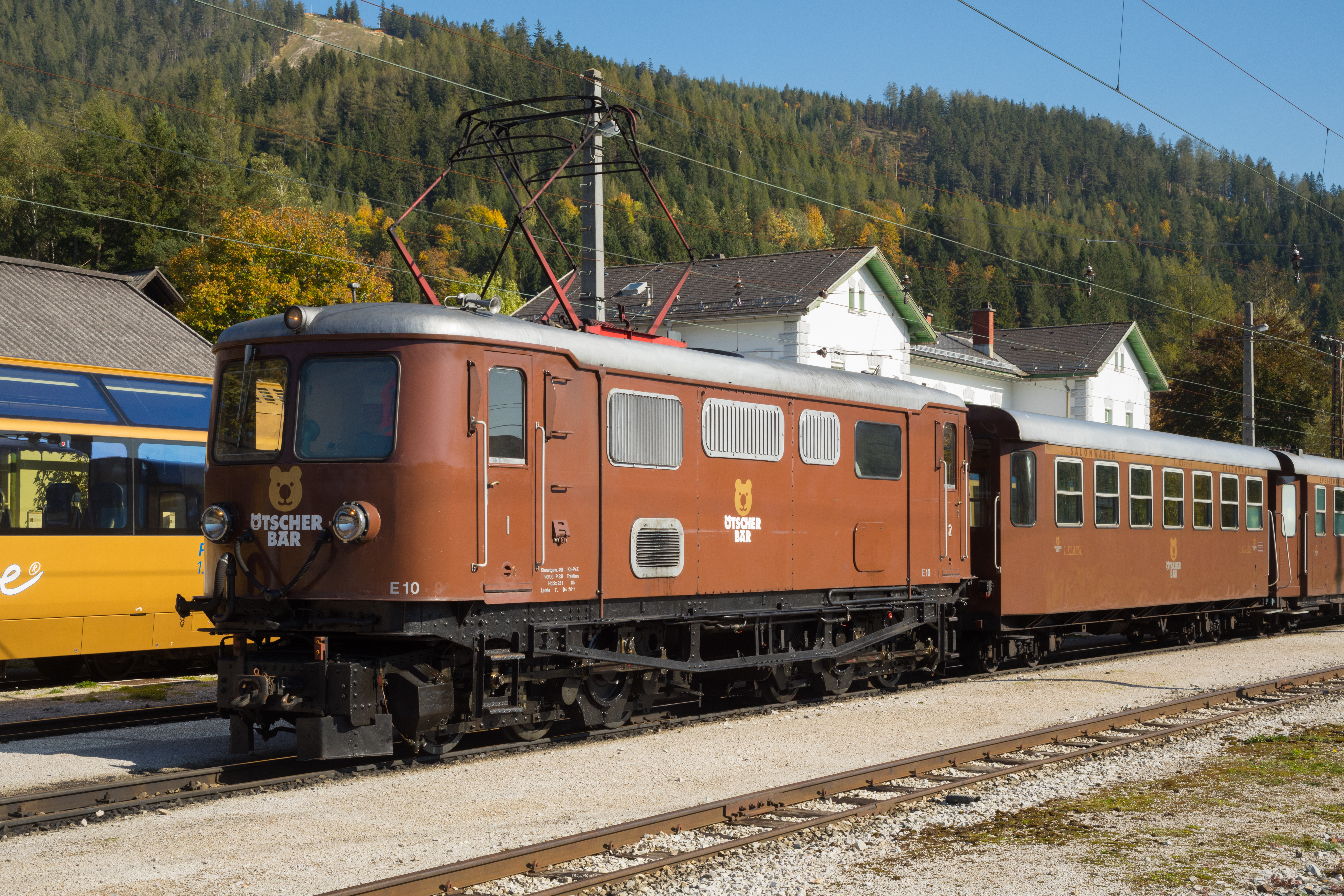
Eine 1099 nach der Übernahme durch die NÖVOG

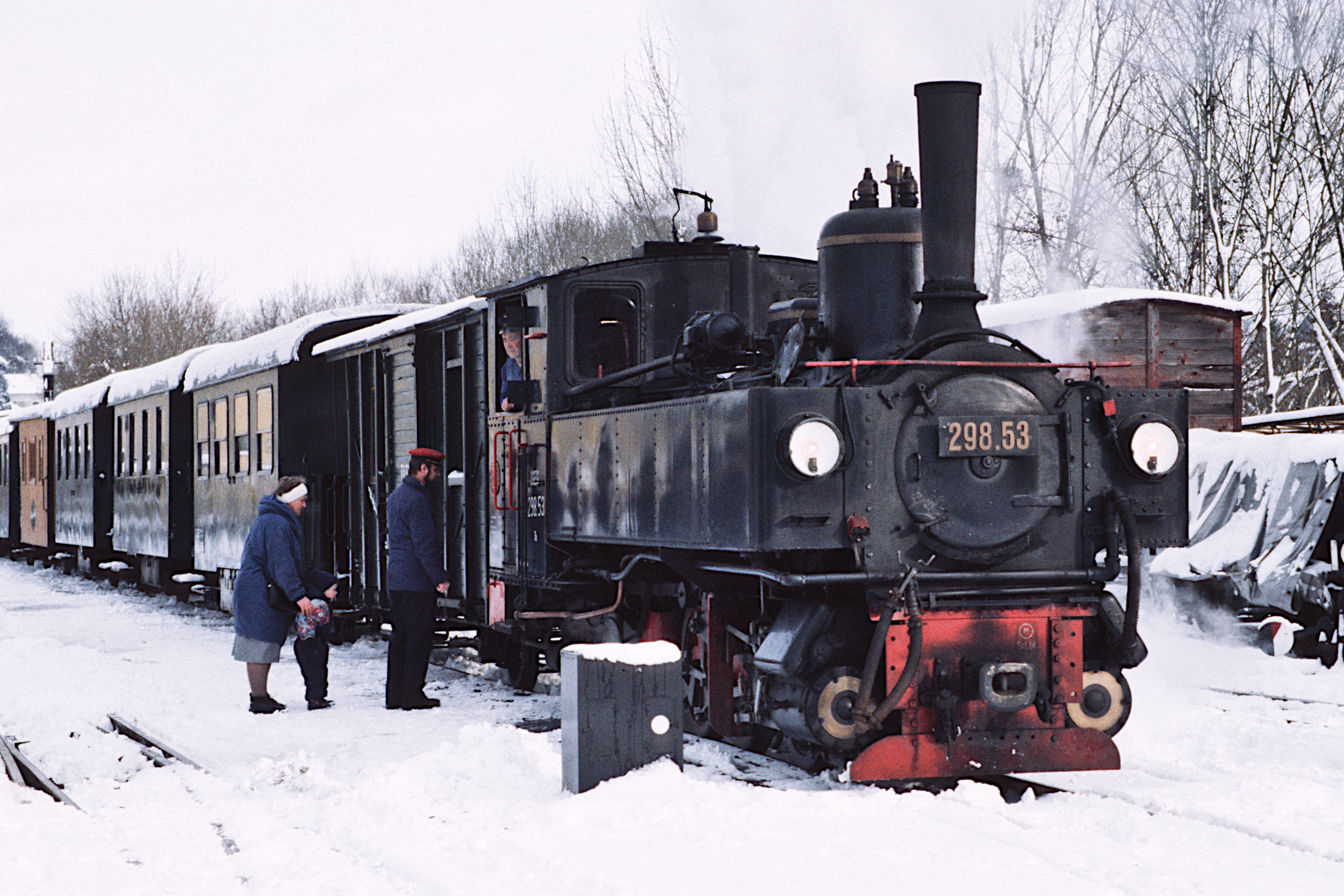
Eine der Lokomotiven der Reihe U der Mariazellerbahn fährt heute auf der Steyrtalbahn

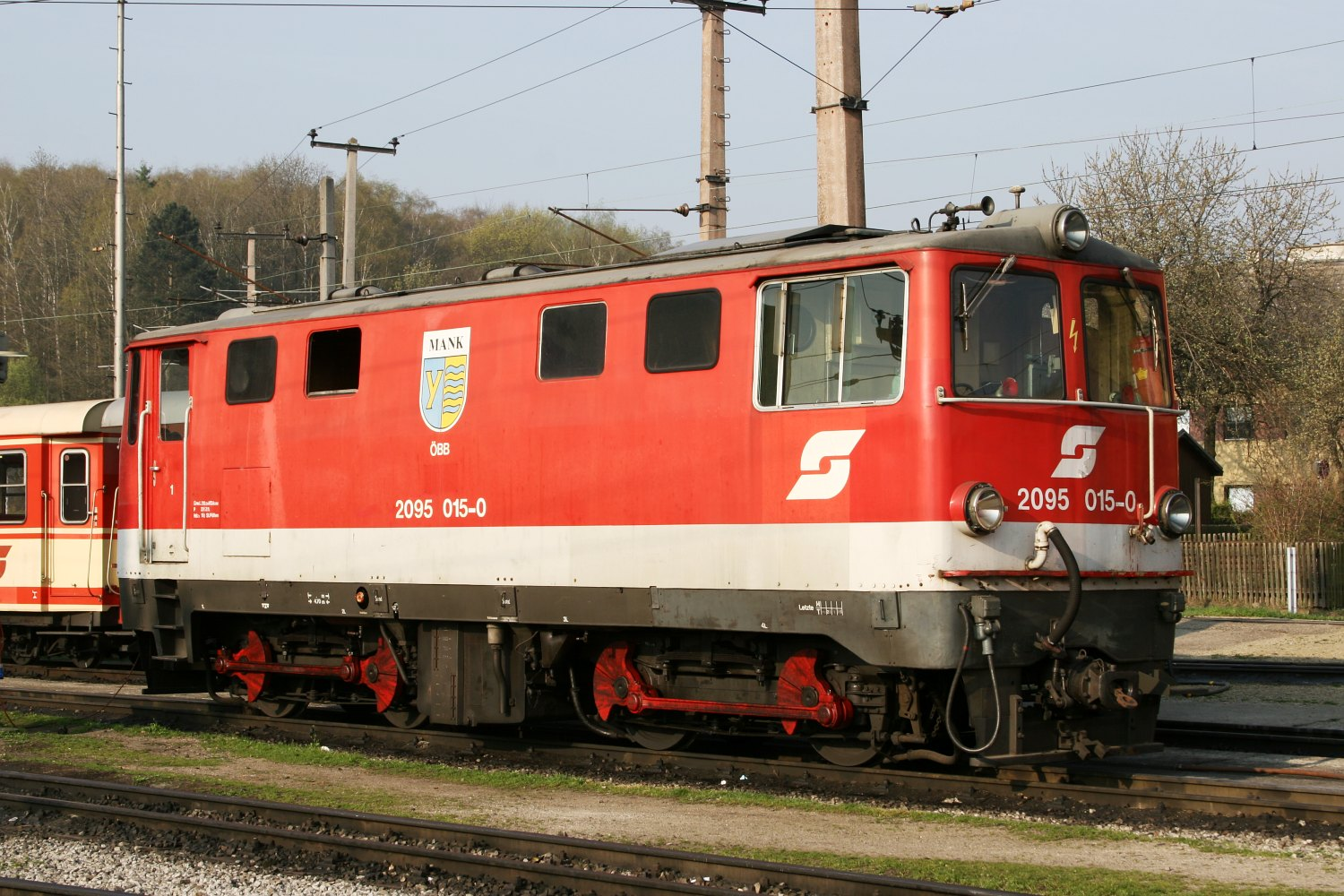
Die Diesellokomotive 2095.15 im St. Pöltner Alpenbahnhof. Die 2095.13 der MzB fährt seit 2015 bei der Bregenzerwald-Museumsbahn.

Zur Eröffnung der ersten Streckenabschnitte 1898 beschafften die NÖLB vier Lokomotiven der bereits von der Murtalbahn bewährten Reihe U, die zusammen mit den damals üblichen zweiachsigen Reisezug- und Güterwagen die Grundausstattung des Streckennetzes bildeten. Ergänzt wurde der Fuhrpark ab 1903 durch, von der Maschinenfabrik Komarek in Wien gebaute, zweiachsige, leichte Dampftriebwagen, die die Führung schwächer besetzter Züge übernahmen. Mit ihnen konnte zudem die Fahrgeschwindigkeit auf 30 km/h erhöht werden. Zur Eröffnung des nächsten Teilstückes bis Laubenbachmühle im Jahr 1905 und bereits in Hinblick auf die Bergstrecke nach Mariazell wurden eine Verbundlokomotive (NÖLB Uv) und eine Heißdampflokomotive (NÖLB Uh) als Weiterentwicklungen der „U“ bestellt.
Für die Verlängerung nach Mariazell wurden besonders leistungsstarke Maschinen benötigt. Die Lokomotivfabrik Krauss in Linz legte den Entwurf einer Lok mit vier angetriebenen Achsen und Stütztender vor, der 1906 mit vier Exemplaren mit Heißdampfantrieb verwirklicht wurde. Die Lokomotiven erhielten die Typenbezeichnung Mh (bei den ÖBB Reihe 399). 1907 folgten zwei Loks mit Verbundantrieb, als Mv bezeichnet. Da sich diese nicht so gut bewährten, erfolgte die Anschlusslieferung von zwei weiteren Maschinen 1908 wieder als Heißdampflok. Um die erwarteten Fahrgastzahlen befördern zu können, wurde eine Vielzahl vierachsiger Reisezugwagen angeschafft, welche in Ausstattung und Komfort mit zeitgenössischen Normalspurfahrzeugen vergleichbar waren. Ebenfalls 1906 wurden drei größere Dampftriebwagen geliefert, die mit mehreren Wagen verstärkt eingesetzt werden konnten.
Als Bauzug- und Stationslokomotive wurde 1904 die NÖLB P.1 beschafft, wahrscheinlich für ähnliche Zwecke ergänzte 1907 die NÖLB R.1 den Fuhrpark, welche jedoch nicht zum offiziellen Bestand der Landesbahnen zählte und 1913 wieder verkauft wurde.
Mit der Verlängerung der Zweiglinie bis Gresten kamen neue Dampflokomotiven der Reihen P und Uh auf das St. Pöltner Schmalspurnetz, in den 1930er Jahren wurden die ersten Diesellokomotiven erprobt. Diese als 2040/s (ÖBB 2190) bezeichnete Type war jedoch nur zur Führung leichter Personenzüge geeignet, die kurz darauf eingeführten Gepäcktriebwagen 2041 (ÖBB 2091) waren geringfügig leistungsstärker. Ein Einzelgänger war die Tenderlokomotive 99 1301, die 1940 im Reichs-Ausbesserungswerk Linz aus einer ehemaligen ČSD-Lokomotive hergerichtet worden war. Sie verkehrte von 1940 bis 1943, ehe sie an eine galizische Waldbahn abgegeben wurde.
Ab 1962 wurden die Dampflokomotiven von den neuen Dieselloks der Reihe 2095 abgelöst. Die Loks der Baureihe 399 kamen ins Waldviertel, die anderen wurden ausgemustert.
Für Nostalgiezüge wird die in Ober-Grafendorf stationierte Dampflokomotive Mh.6 herangezogen, eine in den 1990er Jahren auf private Initiative einiger Eisenbahner auf die Mariazellerbahn zurückgeholte und wieder in den Originalzustand rückversetzte Originalmaschine der Bergstrecke.
Zu besonderen Anlässen, wie etwa dem alle zwei Jahre (in ungeraden Jahren) stattfindenden Schmalspurfestivals in Ober-Grafendorf und anderen Gemeinden des Pielachtales oder Jubiläumsfeiern kommen überdies Gastlokomotiven anderer Schmalspurbahnen zum Einsatz. Zu diesen Gästen zählten unter anderem die 83-076 des Club 760, die Yv.2 der Ybbstalbahn oder die 699.103 der Steyrtalbahn.
NÖLB E
Für den am 7. Oktober 1911 eröffneten elektrischen Betrieb wurden zwischen 1911 und 1914 insgesamt 16 Lokomotiven der Reihe E geliefert. Damit endete der Dampfbetrieb auf der Stammstrecke bereits nach nur fünf Jahren. Sämtliche Dampftriebwagen wurden verkauft, die meisten Dampflokomotiven verblieben auf der Zweigstrecke, einige Maschinen wurden zu den Waldviertler Schmalspurbahnen umstationiert. Ab 1960 erhielten die Elektrolokomotiven, seitdem als Reihe 1099 bezeichnet, neue Fahrzeugkästen, die Reisezugwagen wurden ebenfalls mit neuen vereinheitlichten Stahlkästen versehen (Spantenwagen).
Der Fahrbetrieb auf der Stammstrecke wurde bis 27. Oktober 2013 noch hauptsächlich von den fast einhundert Jahre alten Elektrolokomotiven der Reihe 1099 zusammen mit den praktisch gleich alten Reisezugwagen bewältigt. Die 1099 war somit die älteste elektrische Lokomotive der Welt, die bis dahin noch im täglichen Einsatz auf jener Strecke stand, für die sie ursprünglich gebaut wurde.

Ab 2013 wurden sie durch die Elektrotriebwagen der zweiten Generation ersetzt, nur die Loks 7, 10, 11, 13 und 14 verblieben bei der NÖVOG. Ein Teil der abgestellten Loks wird durch den Club Mh6 betreut, während die restlichen durch die rumänische Schmalspurbahngesellschaft CFI erworben wurden.

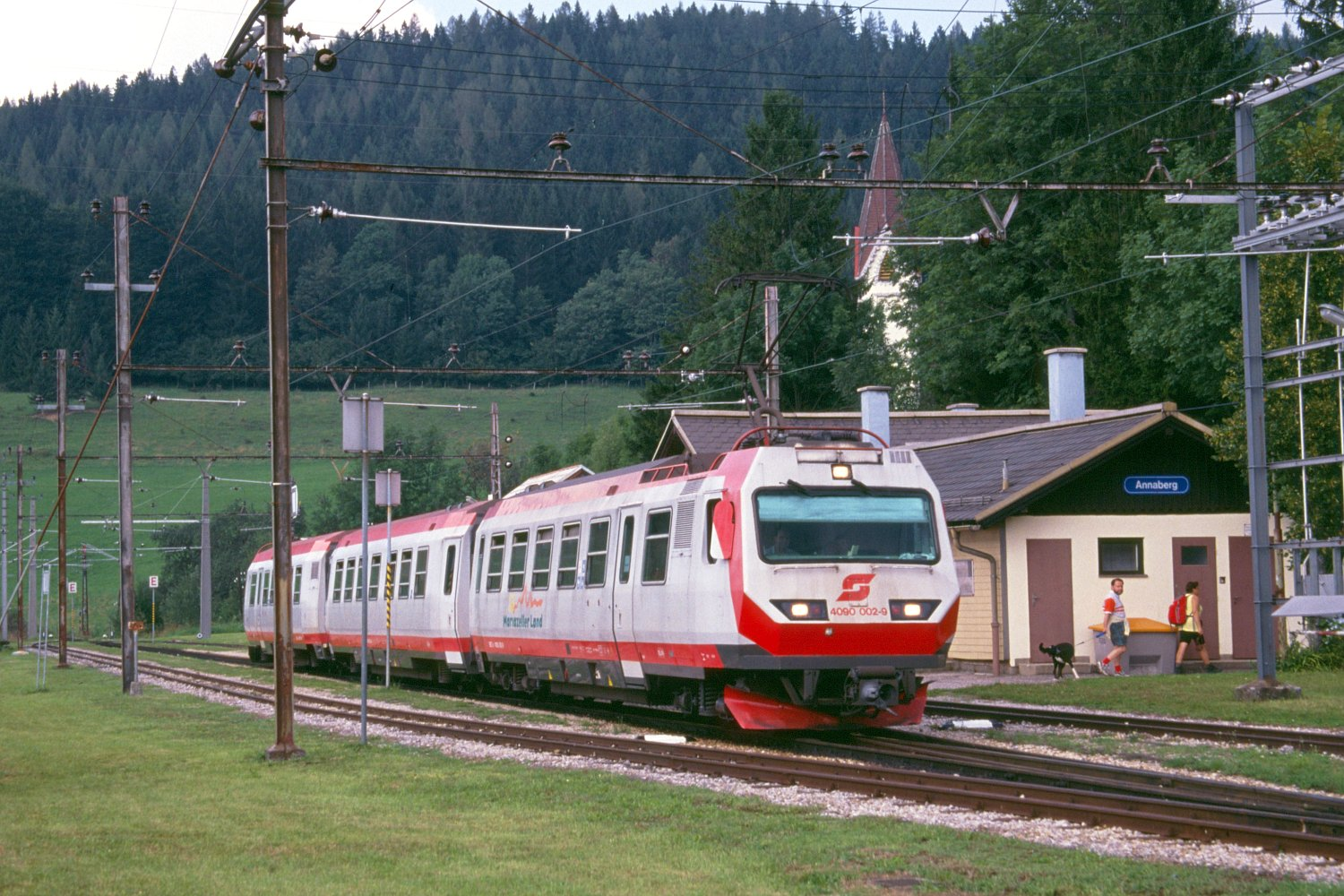
Ein Triebwagenzug der Reihe 4090 im Bahnhof Annaberg

### Triebwagen

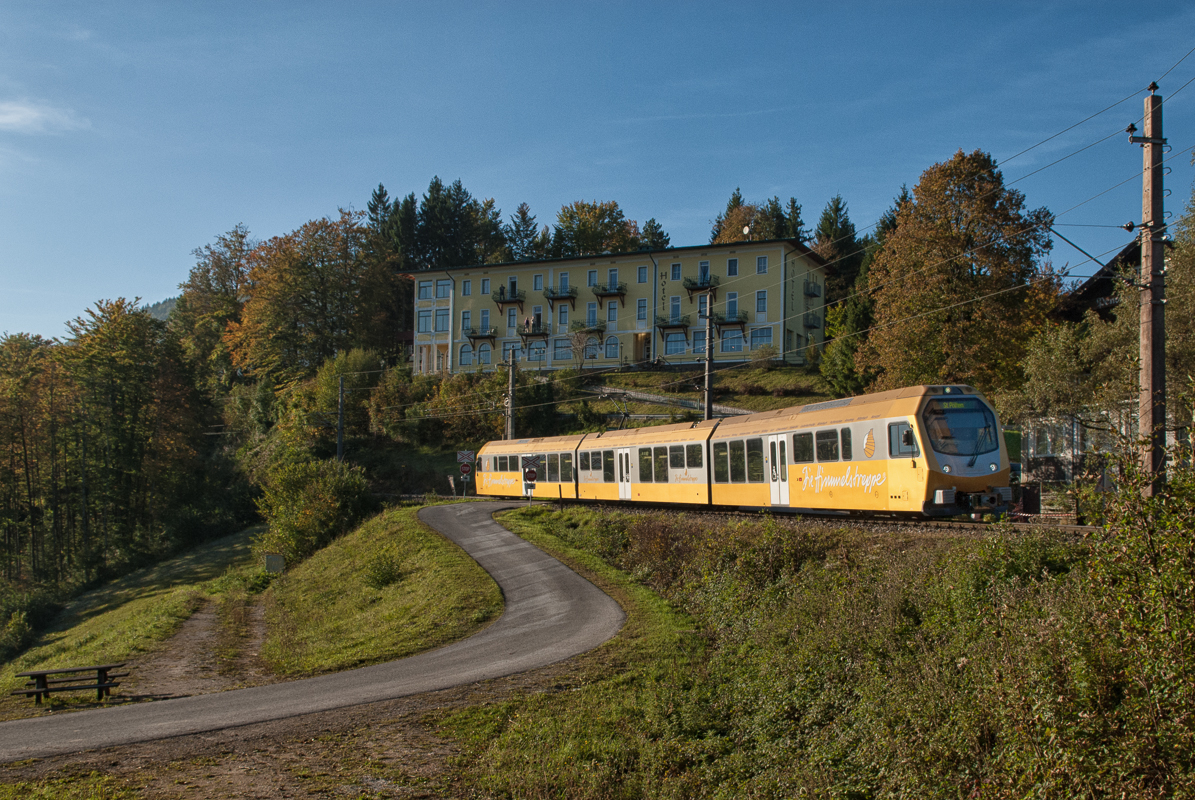
Triebwagen ET1 der NÖVOG vor der Einfahrt in den Bahnhof Winterbach (2013)

#### ÖBB 4090
Von 1994 bis 2013 kamen auf der Stammstrecke nach Mariazell zusätzlich zwei neu entwickelte, jedoch nicht in größerer Stückzahl produzierte elektrische Triebwagenzüge der Reihe 4090 zum Einsatz. Für schwächer besetzte Kurse der Talstrecke wurden Dieseltriebwagen der Reihe 5090 eingesetzt; diese fanden bis 2010 ebenso auf der Zweiglinie nach Mank, wo zudem Diesellokomotiven der Reihe 2095 zum Einsatz kamen, Verwendung.

#### NÖVOG ET1 bis 9

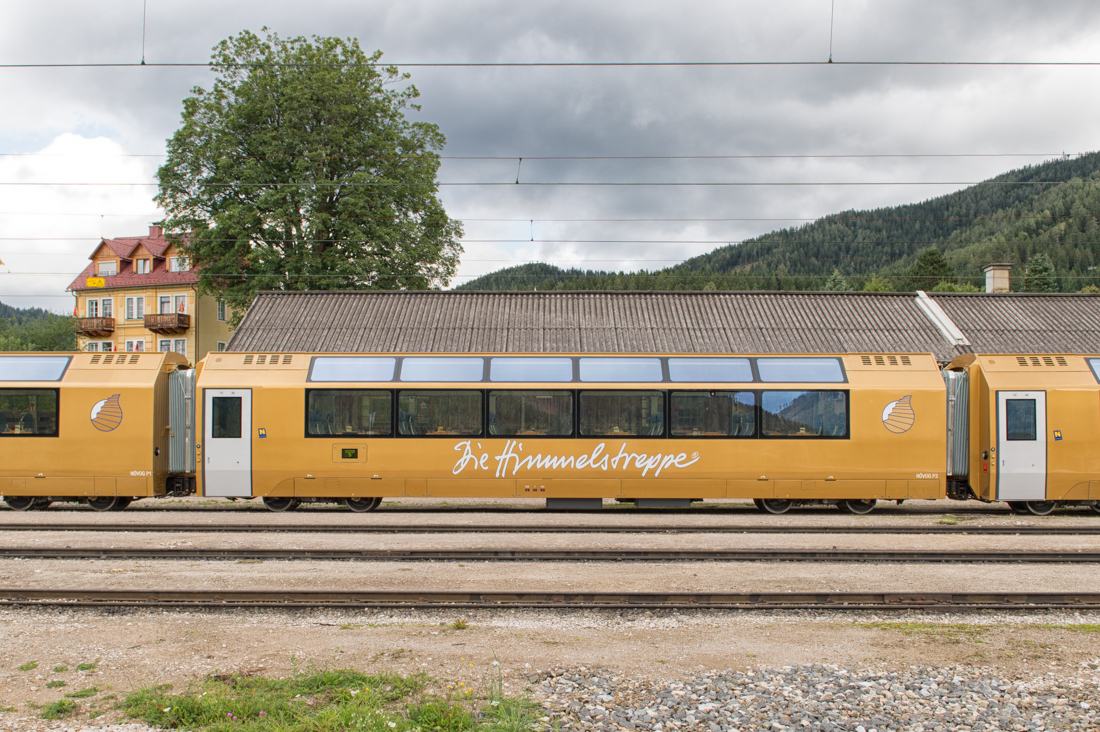
Seitenansicht eines Panoramawagens im Bahnhof Mariazell

Für die Erneuerung der Mariazellerbahn wurden durch das Land Niederösterreich ab Dezember 2012 neun neue Gelenktriebwagen (NÖVOG ET1–ET9) angeschafft, die unter dem Namen Himmelstreppe bekannt wurden. Die Ausschreibung über die Triebzüge gewann das Schweizer Unternehmen Stadler Rail. Diese dreiteiligen Triebzüge wurden stark genug motorisiert, um zusätzliche Wagen die anspruchsvolle Strecke hinauf zu ziehen und sie wurden für eine Höchstgeschwindigkeit von 90 km/h ausgelegt. Nach ausgiebigen Testfahrten kamen die Garnituren schrittweise im Fahrgastverkehr zum Einsatz. Seit Ende Oktober 2013 haben die neuen Züge das alte Rollmaterial im Planverkehr ersetzt, es verbleiben nur mehr gelegentliche Nostalgiefahrten mit Elektro- oder Dampflokomotiven.

#### Panoramawagen
Im Dezember 2013 wurde der erste von vier Panoramawagen (NÖVOG P1–P4) angeliefert. Die Panoramawagen komplettieren die Flotte der Neubautriebwagen. Drei der vier Panoramawagen sind mit einer 1.-Klasse-Fernverkehrsbestuhlung für 36 Fahrgäste ausgestattet, der vierte Panoramawagen fasst aufgrund einer eingebauten Kücheneinrichtung 33 Fahrgäste. Weitere Ausstattungsmerkmale sind unter anderem Vollklimatisierung, klappbare Armlehnen, große Beinfreiheit und ein hochmodernes Fahrgastinformationssystem. Seit Sommer 2014 sind alle vier Wagen im Planeinsatz.

### Personenwagen

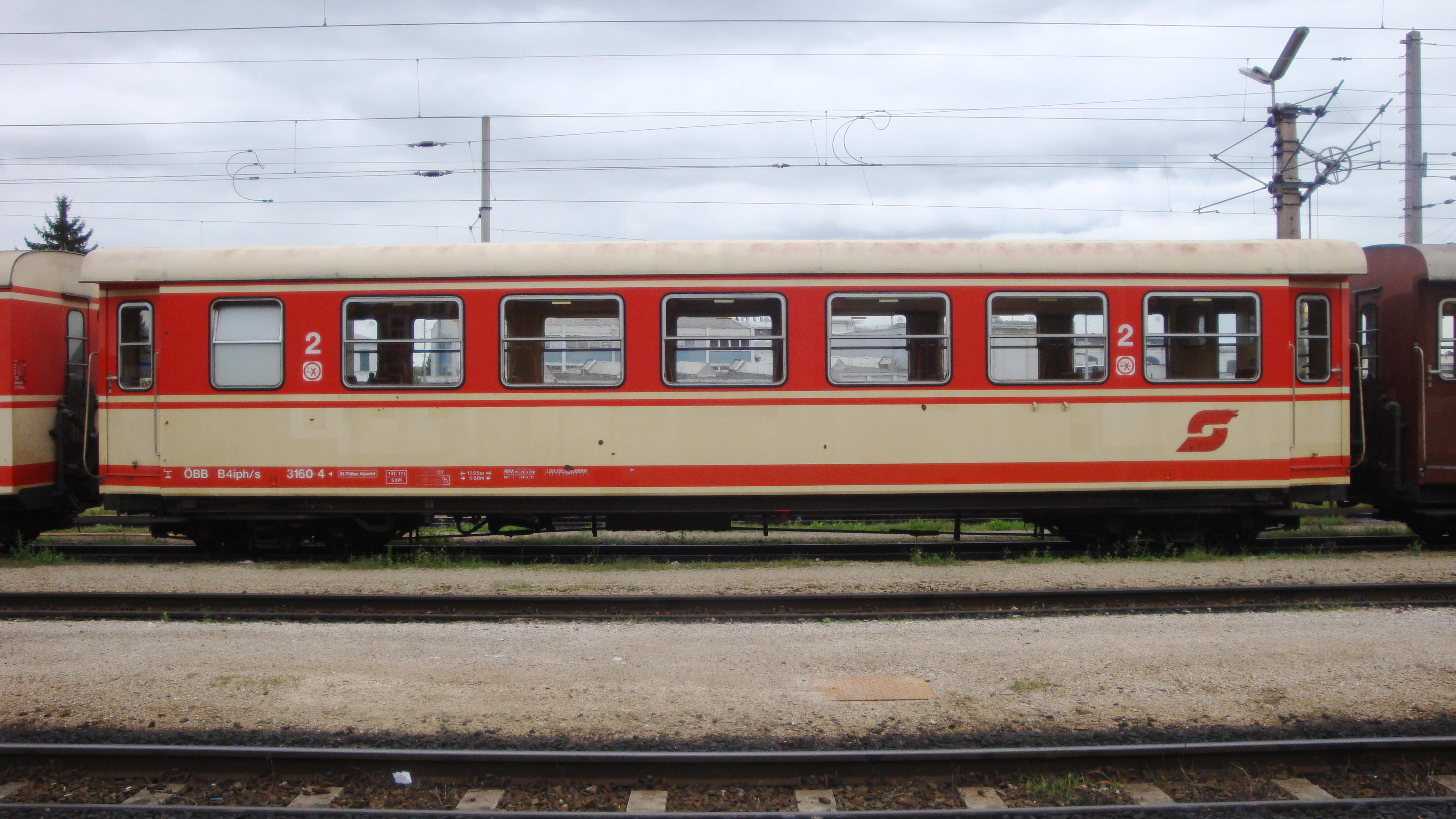
Wagen im Jaffa-Design

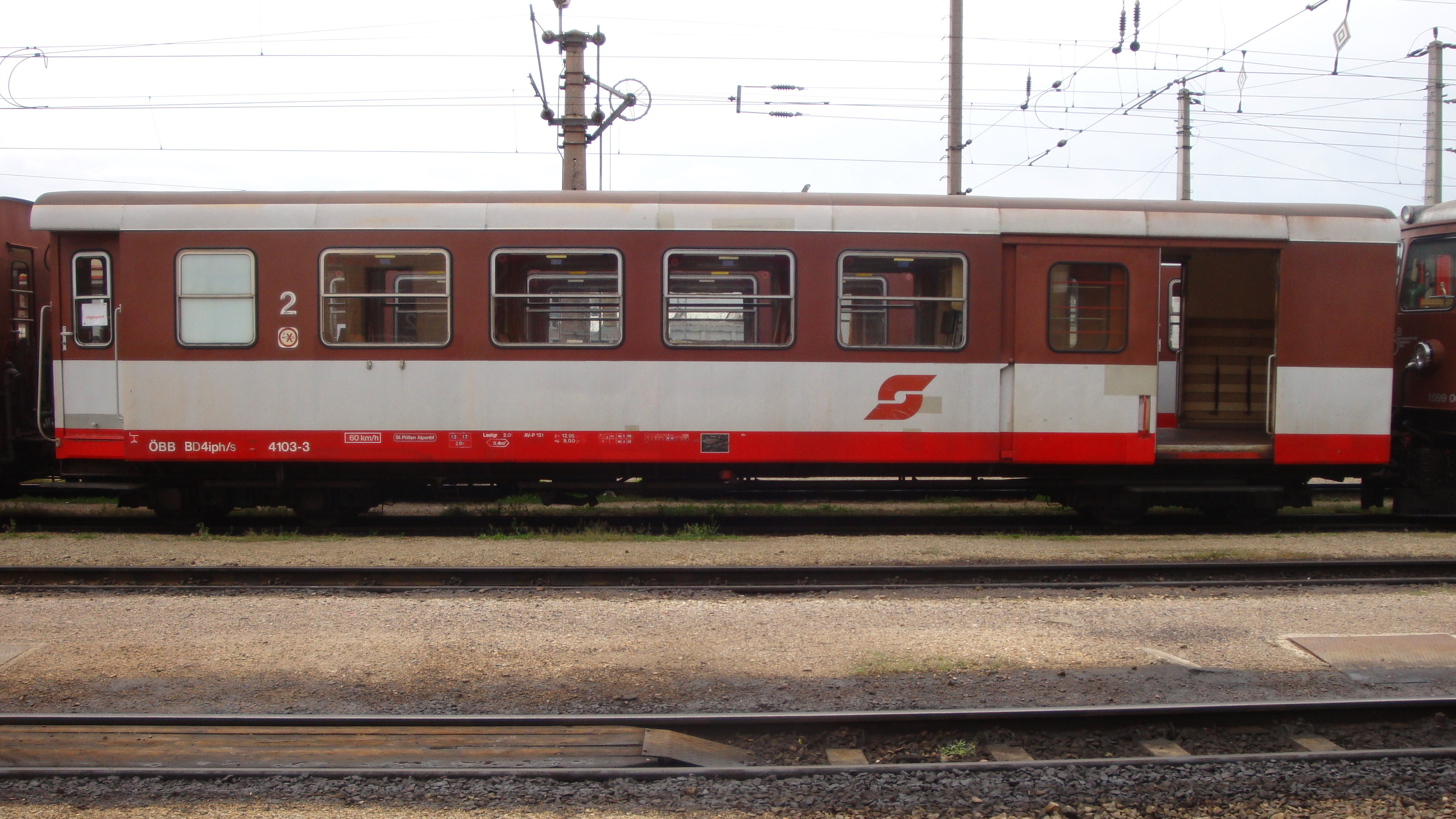
Valousek-Design

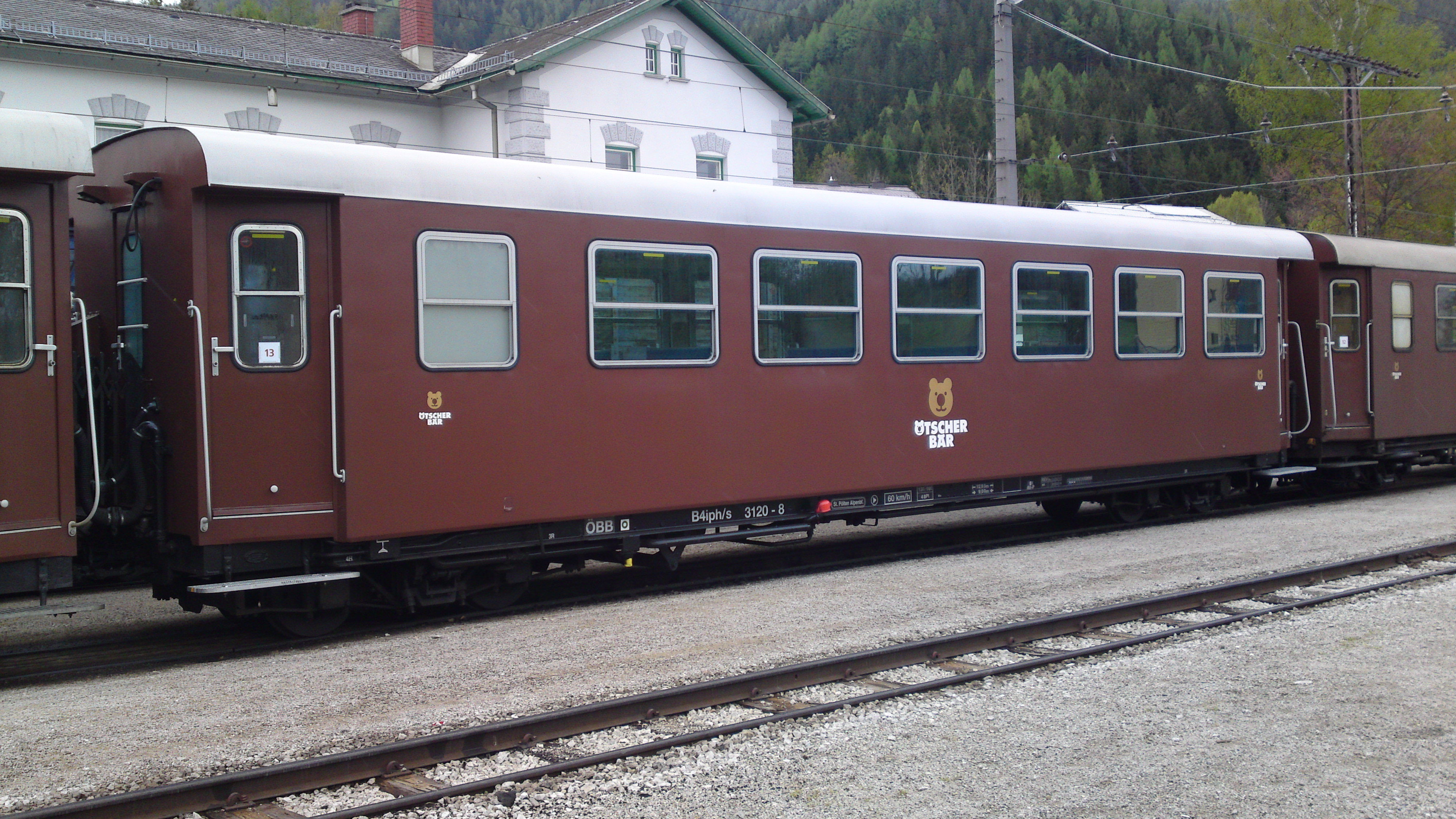
Ötscherbär-Design

Zur Eröffnung der Strecken St. Pölten – Kirchberg an der Pielach und Ober-Grafendorf – Mank wurden 14 zweiachsige Personenwagen der Gattungen Bi/s, BCi/s und Ci/s bei der Grazer Waggonfabrik bestellt. Als 1907 die Verlängerung der Hauptstrecke nach Mariazell und der Krumpe nach Ruprechtshofen in Betrieb waren, wurden weitere 44 zweiachsige Personenwagen dritter Klasse (Ci/s) und sechs zweiter/dritter Klasse (BCi/s) der Grazer Waggonfabrik gekauft, um den steigenden Fahrgastzahlen gerecht zu werden. Bereits ein Jahr später reichten die verfügbaren Kapazitäten nicht mehr aus, um dem enormen Fahrgastansturm auf der Strecke nach Mariazell gerecht zu werden, und so mussten 25 vierachsige (20 Ca/s, zwei Salonwagen Aa/s 1 und Aa/s 2 sowie drei Ba/s) und neun zweiachsige (Bi/s) Personenwagen mit offenen Plattformen aus Graz geordert werden.
1909 wurde als Verstärkung zu den fünf komfortableren Vierachsern noch der Salonwagen (spätere Nummer Aa/s 3) von der Murtalbahn gekauft. Im Jahr 1912 baute die Grazer Waggonfabrik noch einmal einen Nachschub an Personenwagen, diesmal waren es 44 vierachsige Personenwagen (zwei ABa/s, vier Ba/s, vier BCa/s und 34 Ca/s) mit geschlossenen Plattformen. Alle Vierachser wurden mit einer elektrischen Heizung ausgestattet und ausschließlich auf der Hauptstrecke mit Lokomotiven der Baureihe E eingesetzt. Nach der Lieferung der letzten Wagenserie verfügte die NÖLB über einen Wagenpark von 141 Wagen (Ci/s 12 und Ci/s 220 wurden 1908 nach einem Unfall kassiert) und mehr als 5000 Sitzplätzen.
Ab Ende der 1930er bis Anfang der 1940er Jahre bekamen die Vierachser neue Wagenkästen aus Holz mit breiteren Streben zwischen den Fenstern. So bekamen die früher achtfenstrigen Zweiachser neue Aufbauten mit vier Fenstern pro Seite, die vierachsigen Wagen bekamen sieben oder sechs (Aa/s + Ba/s) Fenster je Seite. 1954 wurde ein großes Umbauprogramm begonnen, bei dem die Wagen ihr heutiges Aussehen bekamen. Die Rahmen wurden bis auf Verlängerungen und Verbreiterungen bei einigen Wagen in ihrer Ursprungsform belassen. Die Vierachser wurden außerdem mit Polstersitzen und Halbfenstern (die anfangs vorhandenen Ganzfenster wurden später ausgetauscht) ausgestattet. Außer den in den Jahren 1908 und 1912 gebauten Personenwagen wurden ebenso diverse Gepäck- und Güterwagen zum Umbau herangezogen. Die zweiachsigen Wagen (nur vereinzelt auf der Krumpe im Einsatz) waren bei ihrem Austritt aus der Hauptwerkstätte grün lackiert, die Vierachser der Mariazellerbahn braun, der anderen Bahnlinien ebenfalls grün. Die letzten noch verbliebenen Zweiachser wurden entweder an andere Schmalspurbahnen abgegeben oder der ÖBB Nostalgie übergeben.
Ab August 1980 erhielten neu zu lackierende Vierachser das „Jaffa“-Design (blutorange/elfenbein), was in etwa drei Viertel des Wagenparks betraf. Im Jahr 1981 wurde ein wichtiger Schritt zur Attraktivierung der Mariazellerbahn für Gruppenreisen gemacht: Der AB4iph/s 2105 wurde in die Hauptwerkstätte St. Pölten zum Umbau in einen Buffetwagen (WR4iphz/s 5600-7) einberufen. Im ehemaligen 2. Klasse-Abteil und WC wurde ein kleiner Küchenbereich mit zwei kleinen Fenstern eingerichtet, wo früher die 1. Klasse war, wurden Stehtische und Lehnrollen eingebaut. Seit 1992 wurden bei fälligen Neulackierungen die Wagen nicht mehr im Jaffa-, sondern im „Valousek-Design“ lackiert. Dessen Erfinder, der ÖBB-Designer Wolfgang Valousek, hatte für jede Schmalspurbahn eine eigene Kennfarbe vorgesehen, für die Mariazellerbahn wählte er braun. Allerdings wurden, wie schon zuvor beim Jaffa-Design, nicht alle Wagen entsprechend umlackiert, wodurch heute Wagen aller drei Varianten existieren.
1989 wurde der erste Wagen mit einer Sonderlackierung versehen: Der B4iph/s 3121-6 wirbt seit 15. August 1989 für die Landeshauptstadt St. Pölten. In den beiden darauffolgenden Jahren folgte je ein weiterer Werbewagen, nämlich der B4iph/s 3108-3 „G’sund in Frankenfels“ (lackiert im Mai 1990) und der B4iph/s 3110-9 „Kirchberg a.d. Pielach“, der dieses Design seit Juli 1991 trägt. In den Jahren 2001, 2005 und 2006 folgten drei weitere Wagen mit Werbeaufschrift: der B4iph/s 3154-7 als „Mariazeller Advent“, BD4iph/s 4100-9 als „Pielachtal powered by Sparkasse“ und ein weiterer als „Mariazeller Land … ein Geschenk des Himmels“.
Ab 1998 wurden sieben Wagen für den Nostalgie-Zug „Panoramic 760“ passend umgebaut und lackiert. Dies betraf vorerst die drei Sitzwagen 3202, 3245 und 3260, und den ehemaligen BD4iph/s 4220, der zu einem Kinderspielwagen „Pano’s Kids Treff“ umfunktioniert wurde. Weitere drei Fahrzeugen wurden mit einer luxuriöseren Inneneinrichtung samt Armsesseln, Messinglampen sowie Teppichen, Sitzbezügen und Vorhängen mit Jugendstil-Motiven versehen – nämlich der frühere Sitzwagen 3204, der zu einem Salonwagen 1. Klasse mit Panoramafenster an einem Wagenende umgebaut wurde, der zu Speisewagen mit Küche umfunktionierte ehemalige 1./2.-Klasse-Wagen 2103, und schließlich der B4iph/s 3112, gemeinsam von den ÖBB und dem Club Mh.6 zu einem Gesellschaftswagen mit seitlichen Panoramafenstern umgestaltet.
Um eine passende Garnitur für den gleichnamigen Markenzug der Mariazellerbahn zu haben, wurden 2007 elf Personenwagen, zwei Fahrradtransportwagen und drei Elektrolokomotiven der Baureihe 1099 in das Ötscherbär-Design umlackiert. Dazu wurde auch der Kinderspielwagen von Panoramic 760 und Buffetwagen WR4iphz/s 5600-7 einbezogen. Nach der Indienststellung der ET1 bis 9 wurden die Wagen neu zusammengestellt. Es sind nur noch neun Wagen in der Garnitur verblieben, darunter auch Speise-, Salon- und Gesellschaftswagen der Panoramic 760, dagegen schied der Kinderspielwagen aus. Alle verbliebenen Fahrzeuge wurden 2014/2015 instand gesetzt und einheitlich im Ötscherbär-Design neu lackiert, wobei die Wagen der zweiten Klasse eine an die Neubautriebwagen und der Salonwagen eine an die Panoramawagen ähnelnde Inneneinrichtung erhielten.
Nach Übernahme der NÖVOG wurden mehrere Personenwagen, zusammen mit überflüssigen Güterwagen und Fahrzeugen der Ybbstalbahn durch Dorotheum versteigert, eine zweite Verkaufswelle fand ab 2013 statt. Die Wagen gelangten zur Pinzgauer Lokalbahn und zu diversen Museumsbahnen in Österreich, außerdem zur Waldbahn Čierny Balog sowie nach Polen und Rumänien.

## Stromversorgung
Die Mariazellerbahn wird historisch bedingt mit Einphasenwechselspannung von 6,5 kV und einer Frequenz von 25 Hz betrieben. Da sowohl das sonstige österreichische Bahnstromnetz als auch das öffentliche Stromnetz andere Frequenzen haben, verfügt die Mariazellerbahn über ein eigenes Bahnstromnetz, für das auch von 1922 bis 2010, als die Bahn der ÖBB gehörte, das dem  Land Niederösterreich gehörende Energieversorgungsunternehmen EVN (bis 1986 NEWAG) zuständig war. Basis dafür war ein noch heute gültiger Vertrag aus dem Jahr 1908 zwischen dem Land Niederösterreich und der Aktiengesellschaft der Bahn und deren Rechtsnachfolgern.
Für die Stromversorgung der gesamten Mariazellerbahn und der Region entlang der Strecke mit 25-Hz-Industriestrom dienten ursprünglich vier 25-Hz-Drehstromgeneratoren im Kraftwerk Wienerbruck mit einer Gesamtscheinleistung von 6,6 MVA. Davon betrug die einphasige Scheinleistung für die Bahnversorgung 4,5 MVA. Die Maschinensätze wurden und werden vom Wasser der Lassing und der Erlauf angetrieben. Der von den Generatoren im Kraftwerk Wienerbruck erzeugte Bahnstrom mit 6,5 kV wurde teilweise direkt in die Fahrleitung in der Nähe des Kraftwerkes eingespeist und zum Teil für die Übertragung zu den Unterwerken in Kirchberg und Ober-Grafendorf auf 27 kV hochtransformiert. Als Ausfallsicherung wurde am Alpenbahnhof in St. Pölten eine Kraftstation mit zwei Dieselgeneratoren zu je 420 kVA errichtet.
Schon von Beginn an wurden sowohl die Leiterseile der Stromleitungen für die öffentliche Versorgung als auch die für die Versorgung der Bahn auf Traversen oberhalb der Oberleitungen auf den Oberleitungsmasten montiert. Auch heute noch sind – nach Umstellung der öffentlichen Versorgung auf Drehstrom mit einer Frequenz von 50 Hz – circa 21 Kilometer Gemeinschaftsleitungen in Betrieb. Allerdings wurde in den 1970er und 1980er Jahren von dem für die öffentliche Stromversorgung in diesem Gebiet zuständigen Energieversorger EVN eine separate 20-kV-Leitung des Mittelspannungnetzes zwischen Loich und Frankenfels gebaut, so dass in diesem Bereich nur mehr die 27-kV-Leitung zur Versorgung der Mariazellerbahn und die Oberleitung selbst an den Oberleitungsmasten der Mariazellerbahn installiert sind.
1923 wurde unterhalb des Kraftwerks Wienerbruck der Ausgleichsweiher Stierwaschboden und das Kraftwerk Erlaufboden mit drei Maschinensätzen errichtet. In der zweiten Hälfte der 1960er Jahre wurden die veralteten Kraftwerks- und Verteilanlagen erneuert. Den Bahnstrom erzeugt jetzt normalerweise ein Maschinensatz mit 2,8 MVA im Kraftwerk Erlaufboden. Er besteht aus einer Francis-Turbine und zwei Synchronmaschinen, je eine für 25 Hz-Einphasenwechselstrom und eine für 50 Hz-Drehstrom.

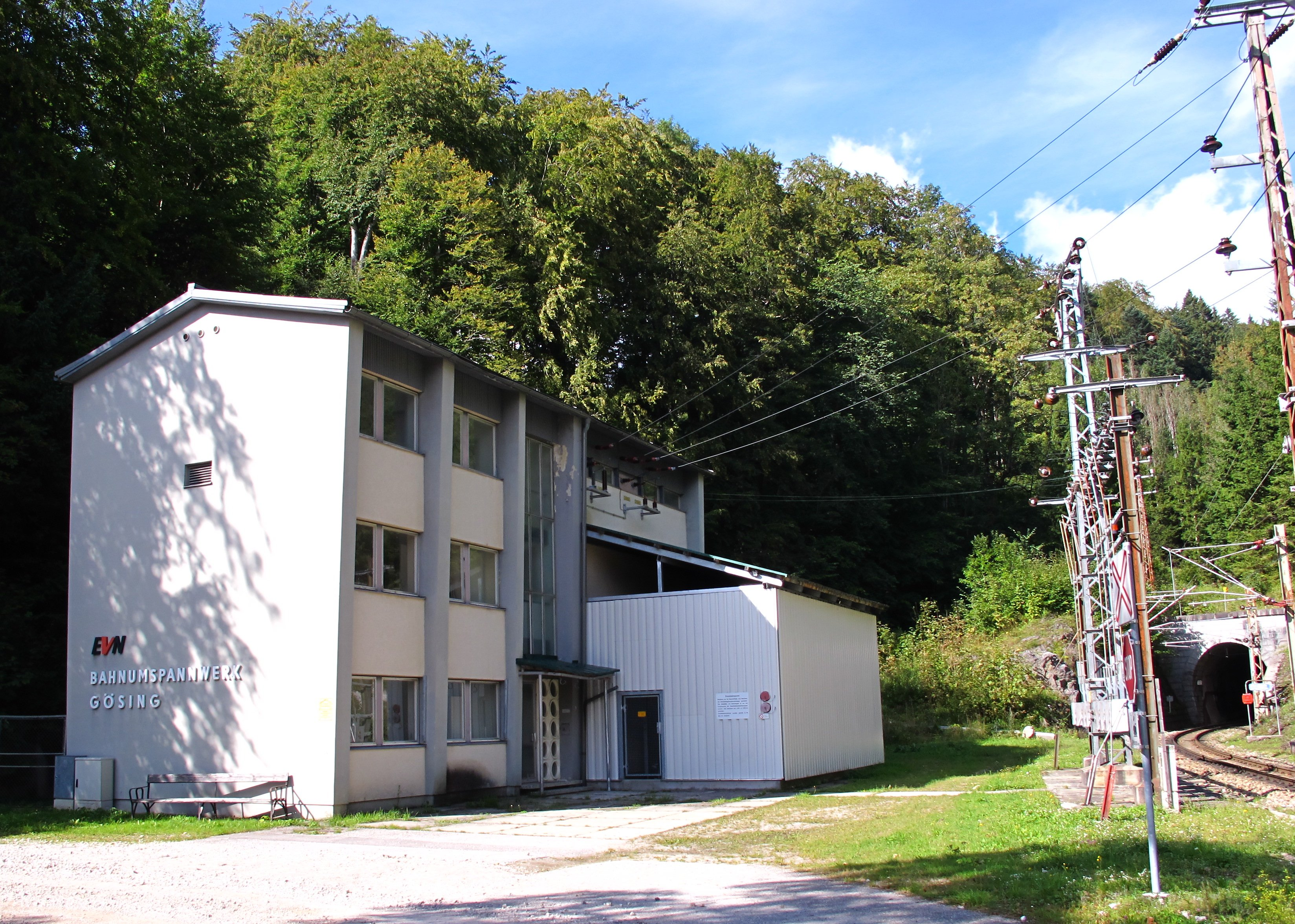
Bahnumspannwerk Gösing, rechts das Südportal des Gösingtunnels

Ein alter, kleinerer Umformersatz in Erlaufboden und zwei alte 25-Hz-Maschinensätze im Kraftwerk Wienerbruck dienen als Reserve für die Bahn. Zwei weitere Generatoren in Wienerbruck und drei in Erlaufboden mit zusammen 11,5 MVA erzeugen Dreiphasendrehstrom mit 50 Hz, welcher über Transformatoren in das öffentliche 110-kV-Verteilnetz eingespeist wird.
Das Rückgrat des Bahnnetzes bildet heute die 27-kV-Ringleitung zwischen den beiden Kraftwerken und dem neu gebauten Unterwerk Gösing sowie die Übertragungsleitung vom Unterwerk Gösing zum neu gebauten Unterwerk Rabenstein. Nach Fertigstellung dieser Anlagen wurden die direkte Fahrdrahtspeisung bei Wienerbruck und die Unterwerke Kirchberg an der Pielach und Ober-Grafendorf stillgelegt. Hierdurch wurde die Stromversorgung des Gebirgsabschnitts wesentlich verbessert.
Von der Schaltwarte im Kraftwerk Erlaufboden wurden neben den eigenen Maschinen ebenso die Maschinensätze des Kraftwerks Wienerbruck ferngesteuert. Die Zwischenumspannwerke Gösing und Rabenstein wurden vom System-Operator der EVN in Maria Enzersdorf fernüberwacht und -gesteuert.
Seit Juni 2014 sind das neu errichtete Umformerwerk in Klangen (Gemeinde Weinburg) sowie das neu errichtete Unterwerk in Laubenbachmühle (Gemeinde Frankenfels) am Netz und speisen in die Bahnstromversorgung ein, bis Jahresende 2014 wurden außerdem noch die Unterwerke Rabenstein und Gösing umgebaut und modernisiert. Seit diese Umbauphase abgeschlossen ist, erfolgt die Betriebsführung der Bahnstromanlagen ebenfalls durch die NÖVOG selbst, ein entsprechendes neues Fernwirksystem befand sich vorher in der Testphase. Die Umformermaschinen im Kraftwerk Erlaufboden bleiben weiterhin in Reserve. Das Kraftwerk Wienerbruck wurde vollständig vom Bahnnetz genommen und liefert nur mehr in das Netz der EVN.
Die Lage der Stromversorgungsanlagen ist in der Liste von Bahnstromanlagen in Österreich zu finden.

## Videolinks
- SWR-Eisenbahn-Romantik: Die Mariazellerbahn (Folge 323, swr.de)
- SWR-Eisenbahn-Romantik: Die Mariazellerbahn – auf der Himmelstreppe zur Wallfahrt (Folge 816, swr.de)
- Bahn im Film: Die Mariazellerbahn (Folge 37, bahn-im-film.at)
- 3sat: Die Mariazeller Bahn – Die Entdeckung der Langsamkeit (2009, buzz-pictures.com)